# Geschiedenis van Feyenoord

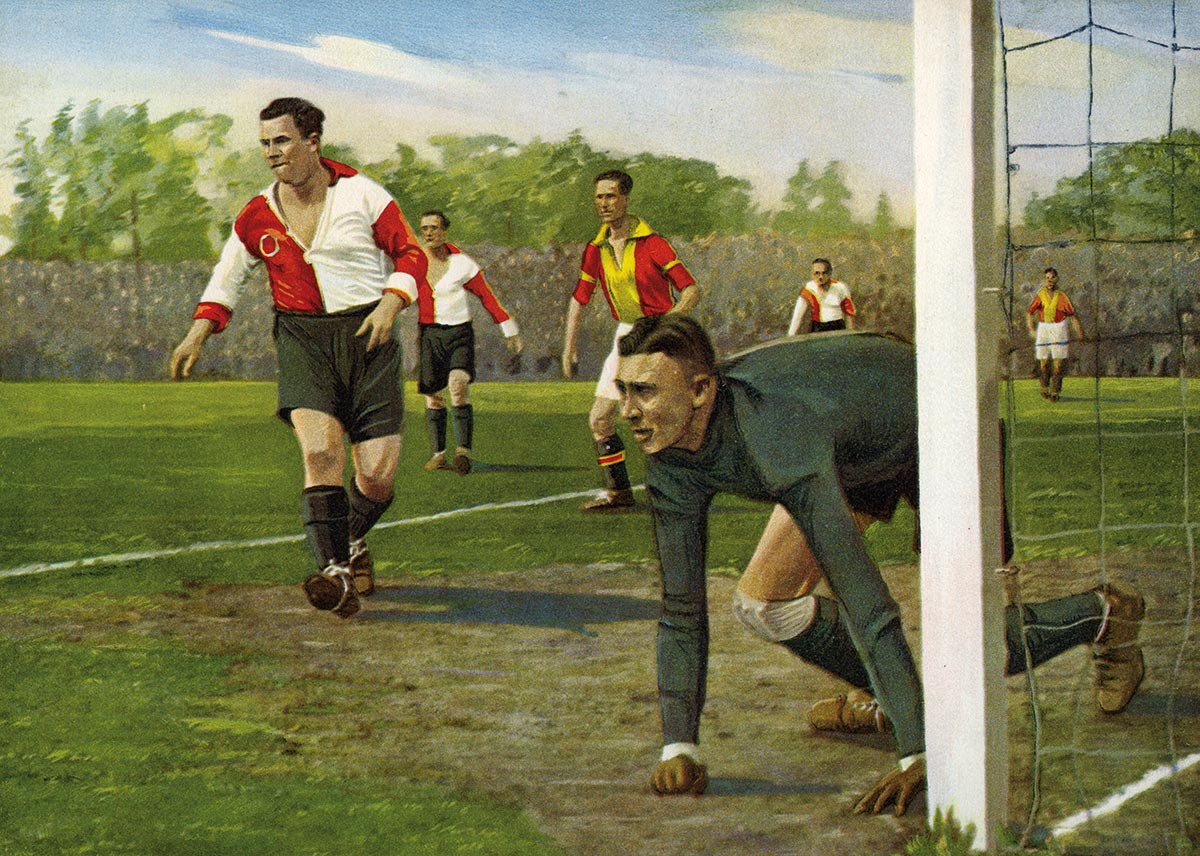
Feyenoord tegen Go Ahead in de jaren '30

De geschiedenis van Feyenoord behandelt het ontstaan en de ontwikkelingen van de Rotterdamse voetbalclub Feyenoord. De club is op 19 juli 1908 opgericht in het Rotterdamse stadsdeel Feijenoord, waar het haar huidige naam aan ontleent. Sinds de promotie in 1921 naar de hoogste voetbalafdeling van Nederland behoort de club onafgebroken tot de beste voetbalclubs van het land.
Dit artikel geeft een samenvatting van ontwikkelingen die van grote invloed zijn geweest op de vorming van Feyenoord. Vanwege de oprichting van Feyenoord in het begin van de 20e eeuw geeft haar geschiedenis tevens een weerspiegeling hoe vele nationale en internationale ontwikkelingen van invloed waren op leden en supporters van de club, Rotterdam-Zuid en het voetbal in Nederland. Zo was sport in het begin van de 20e eeuw voornamelijk weggelegd voor de hogere sociale klassen en hebben volksclubs als Feyenoord bijgedragen aan de populariteit van de sport onder alle lagen van de Nederlandse maatschappij. Feyenoord heeft vervolgens vele nationale en internationale prijzen gewonnen, met name sinds de invoering van het betaald voetbal met als absoluut hoogtepunt de winst van de Europacup I en Wereldbeker voetbal voor clubteams in 1970. Tegelijkertijd hebben internationale gebeurtenissen zoals de Tweede Wereldoorlog, het hooliganisme en de coronapandemie de club grote uitdagingen bezorgd die samen met interne problematiek uiteindelijk de club gevormd hebben.

## De beginjaren (1908–1920)

### Het ontstaan van R.V.V. Feijenoord

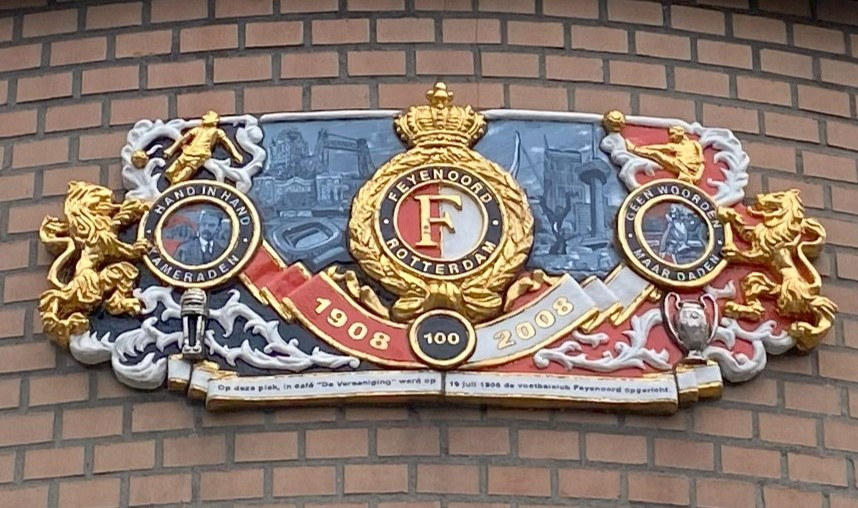
Gevelsteen ter herinnering aan de oprichting van de club op de oprichtingsplaats

Het eerste logo onder de naam Feijenoord uit 1912

Op 19 juli 1908 werd in het koffiehuis 'de Vereeniging' van de eigenaar Jac. Keizer de voetbalclub 'Wilhelmina' opgericht door Kees van Baaren, Gerard van Leerdam, Henk Mulder en Nico Struijs. Het koffiehuis was gevestigd op de Damstraat nummer 2. Op deze locatie, waar tegenwoordig de Persoonsdam de Damstraat kruist, is in 2008 een gevelsteen geplaatst ter herinnering aan de oprichting van de club. De naam was een verwijzing naar de Wilhelminakerk. Op het plein voor deze kerk werd door de oprichters namelijk veelvuldig gevoetbald met andere jongens uit de wijk Feijenoord. Hier woonden voornamelijk arbeidersgezinnen die het niet breed hadden en waarvoor sport een luxe was. Het contrast met de rijke "eliteclubs" uit de stad, zoals Sparta en Concordia, was daarom groot. Hier is dan ook direct vanaf de oprichting het fundament gelegd voor de volksclub die Feyenoord is geworden. De club speelde in rode shirts met blauwe mouwen en witte broeken. Er werd gekozen voor het opgespoten terrein 'De Put' tussen Afrikaanderplein en de Groene Hilledijk om de wedstrijden te spelen. De eerste wedstrijd die er werd gespeeld was tegen Be Quick, die met 2-1 werd gewonnen.
In 1909 werd besloten de club in te schrijven in de regionale voetbalcompetitie van de Rotterdamsche Voetbalbond (RVB). Wilhelmina was inmiddels gefuseerd met 'Volharding' en ging verder onder de naam Hillesluis-Feijenoord-Combinatie (H.F.C.). Aangezien er al een club was met deze afkorting (nu Koninklijke HFC) moest de naam wederom veranderd worden. Dit werd uiteindelijk 'Celeritas' zodat in competitief verband gestreden kon worden in de Tweede Klasse B. De eerste competitiewedstrijd werd gespeeld op 28 november 1909 uit tegen het tweede elftal van SC Neptunus op het Heuvelveld en werd verloren met 3-2. Een week later, op 5 december 1909, was de eerste competitiethuiswedstrijd. Op het Afrikaanderplein werd Advendo verslagen met 5-2. Celeritas eindigde het eerste competitieseizoen uiteindelijk achter het tweede elftal van SC Neptunus op een tweede plaats en promoveerde 'bij keuze' naar de Eerste Klasse van de RVB.
In de jaren '10 werd de basis gelegd voor de club om zich te vestigen in de landelijke top. De eerste belangrijke stappen werden gezet in de eerste twee seizoenen van dit decennium. In het seizoen 1910/11 werd promotie naar de Eerste Klasse van de RVB afgedwongen waarna in het daaropvolgende seizoen promotie een feit werd vanuit de RVB naar de Derde Klasse van de Nederlandse Voetbalbond (NVB). Wederom was al een club met dezelfde naam ingeschreven in de competitie, namelijk RVC Celeritas uit Rijswijk. Zodoende werd op 7 juli 1912 besloten dat de club verderging onder de naam R.V.V. Feijenoord. Tegelijkertijd kreeg het de rood-witte shirts met zwarte broek en zwarte kousen, zoals we het Feyenoord-tenue nu nog steeds kennen.

### De weg naar de landelijke top
De entree van Feijenoord in de Nederlandse voetbaltop vond plaats in het seizoen 1917/18 toen het zich mocht meten in de Eerste Klasse B. De promotie ging hand-in-hand met de verhuizing naar het nieuwe terrein aan de Kromme Zandweg op de hoek van de Dordtsestraatweg. In het seizoen 1916/17 eindigde Feijenoord namelijk als vierde waardoor de promotie naar de Eerste Klasse niet op sportieve gronden is verdiend. De promotie volgde uit de presentatie van secretaris en toekomstig voorzitter Van Bennekum omtrent het nieuwe stadion. Dit plan overtuigde de NVB de promotie als nog toe te kennen aan Feijenoord. Het nieuwe speelveld werd op 26 augustus 1917 geopend met een wedstrijd tegen Be Quick Zutphen die met 2-3 werd verloren.
De Eerste Klasse B heeft echter slechts twee seizoenen bestaan. Aangezien deze klasse na het seizoen 1918/19 wordt vervangen door de Overgangsklasse eindigde de club het decennium niet op het hoogste landelijke niveau. Feijenoord eindigde dit seizoen immers als derde waardoor handhaving in de Eerste Klasse West niet werd veiliggesteld. Dit was uitsluitend weggelegd voor de kampioen van de Eerste Klasse B: AFC. Desondanks heeft Feijenoord dit decennium met het nieuwe stadion en haar eerste elftal het fundament gelegd voor een succesvolle toekomst waarin het zich permanent tot de Nederlandse voetbaltop zal scharen. Een van de spelers uit deze tijd die een bijzondere vermelding verdient is Kees Pijl die nog altijd op de tweede positie staat in de lijst van topscorers van Feyenoord achter Jaap Barendregt.

## 1920–1929

Het logo uit 1924

In de jaren '20 van de 20e eeuw vestigde Feijenoord zich definitief in de Nederlandse voetbaltop. Het is het decennium van de eerste trainer, de eerste Rotterdamse derby tegen Sparta, de eerste Klassieker en de eerste landskampioenschappen. Deze sportieve successen hebben er tevens toe geleid dat in dit decennium voor het eerst Feijenoord-spelers zijn opgeroepen voor het Nederlands voetbalelftal.

### De opmars naar de eerste hoofdprijzen
De weg terug naar de landelijke top werd voltooid met het kampioenschap in de Overgangsklasse die werd veiliggesteld op 6 maart 1921. Hiermee was promotie naar de Eerste Klasse een feit wat op 13 maart definitief gevierd kon worden na de laatste speelronde waarin gewonnen werd van Quick uit Den Haag. Aangezien de Rotterdamse rivaal Sparta was gedegradeerd uit de Eerste Klasse zou een competitieve confrontatie tussen beide Rotterdamse topclubs uitblijven. Echter liet het eerste treffen tussen beide clubs niet lang op zich wachten. Sparta nodigde Feijenoord uit op Spangen waarin Feijenoord door Sparta-voorzitter Overeijnder gehuldigd werd met een lauwerkrans voor de promotie naar de Eerste Klasse. Hoewel het een vriendschappelijk duel betrof werd de wedstrijd bezocht door duizenden Rotterdamse toeschouwers die zagen dat Feijenoord met twee doelpunten van zowel Kees Pijl en Adriaan Koonings met 2–4 te sterk was voor de Spartanen.
Om het seizoen 1921/22 in de Eerste Klasse goed voorbereid te beginnen werd Joseph William Julian op 1 mei 1921 aangesteld als eerste trainer in de geschiedenis van de club. Dit seizoen werd tevens bijzonder gemaakt door het allereerste treffen met Ajax. In het nagenoeg uitverkochte stadion aan de Kromme Zandweg zagen tienduizend supporters op 9 oktober 1921 de wedstrijd eindigen in 2–3 waardoor de winst naar de Amsterdammers ging. Namens Feijenoord scoorden Kees Pijl en Ok Formenoij de twee doelpunten. Deze eerste "Klassieker" was echter direct een bijzondere editie. De einduitslag werd namelijk enkele weken later aangepast naar 2–2 nadat Feijenoord met succes protest indiende tegen een van de Amsterdamse doelpunten. Uiteindelijk eindigde Feijenoord dit seizoen op een zeer verdienstelijke tweede plaats in de Eerste Divisie West. Hoewel deze prestatie geen prijs opleverde, toonde de club hiermee aan dat het thuishoorde in de Nederlandse voetbaltop. Dit werd een jaar later bevestigd met de derde plaats in het seizoen 1922/23.

### De eerste landskampioenschappen
De ultieme bevestiging dat Feijenoord de top had bereikt van de Nederlandse voetbalpiramide kwam in het seizoen 1923/24. Zestien jaar na de oprichting, drie jaar na de promotie naar de hoogste klasse in 1921, vierde Feijenoord zijn eerste echte succes, het Nederlands landskampioenschap. Na de overtuigende eerste plaats in de  Eerste Klasse West I mocht Feijenoord toetreden in de kampioenscompetitie waarin het streed tegen de kampioenen van de vier andere competities in de Eerste Klasse. Feijenoord wist in de kampioenscompetitie in alle acht de wedstrijden ongeslagen te blijven. In de laatste ronde van de kampioenscompetitie werd met 3–1 gewonnen van Be Quick onder leiding van trainer Harry Waites. Later volgden nog meer kampioenschappen, maar dat eerste kampioenschap vonden veel Feijenoorders toch het mooist van allemaal, vooral omdat de rollen definitief waren omgedraaid: de 'arbeiders' hadden de 'heren' verslagen. Hun club, hun Feijenoord, uit de boezem van het volk, was de beste van Nederland. Toen was het succesverhaal van de jaren die volgden begonnen.
In het seizoen 1924/25 mocht Feijenoord haar landskampioenschap verdedigen, maar werd het tweede achter stadsgenoot Sparta. In de daarop volgende seizoenen 1925/26, 1926/27, 1927/28 en 1928/29 lukte het Feijenoord telkens als eerste te eindigen in de reguliere competitie om door te dringen naar de kampioenscompetitie. In 1928, het jaar waarin de club tevens haar 20-jarig bestaan vierde, leidde dat onder leiding van trainer Jack Hall tot de tweede landstitel.

### De eerste Oranje-internationals
De sportieve successen van Feijenoord zijn ook voor de bondscoaches van het Nederlands voetbalelftal niet onopgemerkt gebleven. De allereerste Feijenoorder die werd opgeroepen was Gerrit Hulsman. Hoewel Hulsman bijna heel zijn carrière als voetballer actief was bij Go Ahead actief was, speelde hij in het seizoen 1921/22 één seizoen voor Feijenoord om daarna weer terug te keren naar Go Ahead. Hulsman werd in zijn seizoen bij Feijenoord opgeroepen voor het vriendschappelijk duel tegen Denemarken op 17 april 1922 (2–0 winst). In de jaren daarna volgden het debuut in Oranje van meer iconische Feijenoorders, zoals Bertus Bul (1923), Kees Pijl (1924), Adriaan Koonings (1924), Kees van Dijke (1925), Puck van Heel (1925) en Jaap Barendregt (1929). Van Heel is met zijn 64 interlands 40 jaar lang recordinternational geweest namens Oranje. Zijn record werd pas in 1979 verbroken door Ruud Krol. Een jaar later passeerde ook de legendarische Feijenoorder Wim Jansen de 64 interlands van Van Heel.
Tekenend voor deze tijd was de wijze waarop enkele Feijenoorders hun carrière als internationaal hebben beleefd vanwege de nog heersende verdeeldheid tussen de eliteclubs en de volksclubs. Zo moest Pijl de kampioenscompetitie missen waarin Feijenoord in 1924 haar eerste landskampioenschap behaalde om met het Nederlands elftal deel te nemen aan de Olympische Spelen van 1924 in Parijs. Tussen de andere internationals die voornamelijk uit de eliteclubs Be Quick Groningen, HBS, HVV en HFC kwamen voelde Pijl zich niet op zijn plek. Hierdoor besloot de Feijenoorder tijdens deze Spelen in Parijs ondanks zijn vier doelpunten in de met 6–0 gewonnen wedstrijd tegen Roemenië de trein terug naar Rotterdam te nemen. Uiteindelijke keerde hij terug om het enige doelpunt te maken tijdens de met 1–2 verloren wedstrijd tegen Uruguay, maar een vruchtbare interlandcarrière zat er niet meer in voor Pijl. Bul, Koonings, Van Dijke en Barendregt kwamen eveneens tot slechts een handvol interlands ondanks hun imposante carrières bij Feijenoord.
Prijzen in de jaren 20
- Afdelingskampioen Overgangsklasse:
  - 1921
- Landskampioen:
  - 1924, 1928
- Afdelingskampioen Eerste klasse:
  - 1924, 1926, 1927, 1928, 1929

## 1930–1939
In de jaren '30 van de 20e eeuw bleef de populariteit van de club groeien. Deze populariteit werd mede gevoed door de sportieve successen van de club, met name in de tweede helft van het decennium in de vorm van twee landskampioenschappen. Uiteindelijke leidde dit tot de opening van een nieuwe voetbaltempel die ruimte kon bieden aan alle supporters.

### De kampioenschappen van Dombi
Het decennium begon voortvarend door in 1930 voor het eerst de KNVB Beker te winnen. In de finale tegen stadsgenoot Excelsior werd het 1–0 door een doelpunt van Jaap Barendregt. Vijf jaar later lukte het Feijenoord om dit kunstje te herhalen, ditmaal door in finale van 1935 met 5–2 te winnen van HVV Helmond door onder andere vier goals van Wim Groenendijk.
In de competitie lukte het aanvankelijk nog afdelingskampioen te worden in de seizoenen 1930/31, 1931/32 en 1932/33, maar telkens strandde de club als tweede in de kampioenscompetitie. Op aanraden van KNVB-functionaris Karel Lotsy werd in 1935 trainer Richard Dombi aangesteld. Het bleek een schot in de roos. Manus Vrauwdeunt, een van de spelers uit die tijd, zal na zijn carrière getuigen dat hij een blinde bewondering koesterde voor Dombi. De nieuwe trainer bracht namelijk nieuwe elementen in het spel van Feijenoord waarmee zelfs de meest ervaren spelers hun spel konden verbeteren, waaronder Puck van Heel, Bas Paauwe en Gerard Kuppen. Dit resulteerde in de seizoenen 1935/36 en 1937/38 uiteindelijk in het derde en het vierde landskampioenschap van Feijenoord. In het seizoen 1938/39 grijpt de ploeg echter naast het afdelingskampioenschap waardoor Dombi opstapt.

### Stadion Feijenoord
Door de toestroom van het publiek aan de Kromme Zandweg ontstond het idee een nieuw stadion te bouwen. De eerste berichten over plannen voor nieuw stadion lekken al in het begin van de jaren '30 uit als blijkt dat door ruimtegebrek in het stadion aan de Kromme Zandweg uitgeweken moet worden naar Het Kasteel voor de wedstrijd tegen Ajax in de kampioenscompetitie. De populariteit van de club is ook zichtbaar in de ledenaantallen. Waar de club in 1921 nog ongeveer 100 leden had, was dit in 1930 gegroeid naar 451 leden om vervolgens tegen het einde van de jaren '30 bijna de 800 leden te bereiken. Na enkele strubbelingen kwam in 1933 de doorbraak. Feijenoord kon dankzij de bemiddeling van zakenman Van Beuningen een terrein aan de Kreekweg bemachtigen. Daar, in de geïsoleerd gelegen Varkenoordse polder, zou het stadion verrijzen.
De Rotterdamse architect Van der Vlugt ontwierp voor Feijenoord een stadion dat zijn gelijke in Europa destijds niet kende: een volledig rondlopend stadion met twee verdiepingen; een stadion waarin de tribunes in de hoeken niet werden onderbroken en waarvan de tweede ring over de eerste heen hing. Daardoor zat iedereen dicht op het veld en werd het uitzicht niet belemmerd door palen. Op 23 juli 1935 werd de eerste paal voor het nieuwe stadion geslagen door clubicoon Puck van Heel. Vanwege de crisis van de jaren 1930 waren werklieden in overvloed beschikbaar waardoor het stadion in rap tempo opgeleverd kon worden. Op 27 maart 1937 volgde de openingswedstrijd van het nieuwe Feijenoordstadion, in de volksmond beter bekend als De Kuip, tegen het Belgische Beerschot. Feijenoord won deze wedstrijd met 5–2. Na deze wedstrijd zal voor altijd Leen Vente bekend zijn als de eerste doelpuntenmaker in De Kuip.
In 1930, 1933, 1937 en 1939 werd het prestigieuze, door Sparta georganiseerde toernooi om de Zilveren Bal gewonnen. Meervoudig Engels kampioen Arsenal werd in 1938 in een vriendschappelijke wedstrijd verslagen door een doelpunt van Manus Vrauwdeunt. Een jaar eerder werd in de gloednieuwe Kuip nog met 0-2 van de Londenaren verloren.
Prijzen in de jaren 30
- Landskampioen:
  - 1936, 1938
- Afdelingskampioen Eerste klasse:
  - 1931, 1932, 1933, 1936, 1937, 1938
- Bekerwinnaar:
  - 1930, 1935

## 1940–1949
Net als de rest van de wereld was Feijenoord in de jaren '40 van de 20e eeuw in de grip van de Tweede Wereldoorlog. De oorlog bleek een kantelpunt in de geschiedenis van de club. De succesreeks die in de tweede helft van de jaren '30 werd ingezet is immers door de oorlog abrupt beëindigd. Na de oorlog had de club nog vele jaren nodig om volledig te herstellen en uiteindelijk nieuwe nationale successen te boeken.

### Feijenoord tijdens de Tweede Wereldoorlog
Met het kampioenschap in de afdelingscompetitie Eerste Klasse West II en plaatsing voor de kampioenscompetitie in het seizoen 1939/40 begon het decennium uitstekend voor Feijenoord. Echter verdween de overwinningsvreugde een paar dagen later volledig met de Duitse aanval op Nederland en in het bijzonder met het bombardement op Rotterdam. Het centrum van de stad lag in puin en 80.000 Rotterdammers werden dakloos wat leidde tot de capitulatie van Nederland. Tijdens de vijf jaar durende bezetting vielen vele oorlogsslachtoffers. Het eerste Feijenoord-oorlogsslachtoffer viel te betreuren na een Engels bombardement op Rotterdam eind juni 1940: de 15-jarige Cornelis Bastiaanse.
Tijdens de bezetting werd al snel weer gevoetbald. Volgens de Duitse bezetters was het namelijk belangrijk dat het leven van de Nederlanders weer snel als normaal mogelijk werd, dus werd na een korte onderbreking het seizoen 1939/40 hervat met de kampioenscompetitie. Slechts drie maanden na het bombardement op Rotterdam speelde Feijenoord de kampioenswedstrijd. Nota bene in Rotterdam. De Kuip was bezet door de bezetters, dus moest uitgeweken worden naar Het Kasteel van stadsgenoot Sparta. De 2–0 winst op Heracles leverde het vijfde kampioenschap op voor Feijenoord, maar nog niet eerder was een kampioenschap met zo weinig vreugde ontvangen. Met de recente aanvallen nog scherp op het netvlies was immers niemand in de feeststemming.
De competitie ging ook tijdens de resterende oorlogsjaren door. Gedurende de oorlog waren de elftallen verzwakt wat terug te zien was in de lage eindklasseringen van Feijenoord in de competitie. Ook uit de keuze voor de nieuwe trainer in 1940 bleek dat de club het meer moest hebben van creativiteit dan kwaliteit. Zo kreeg Theo Huizenaar, de trainer van bokser Bep van Klaveren, het vertrouwen van de clubleiding. De zesde plaats in het seizoen 1940/41 was het gevolg. Een positieve uitzondering was het seizoen 1942/43 waarin de club tweede werd in de kampioenscompetitie achter ADO dat haar tweede kampioenschap op rij vierde. Dit was het eerste seizoen onder leiding van voormalig topschutter Kees Pijl die Feijenoord door de rest van de oorlog loosde.
Ondanks de mindere resultaten ter vergelijking met de succesvolle periode die in de tweede helft van de jaren '30 werd ingezet onder trainer Dombi werden de wedstrijden van Feijenoord druk bezocht. Voetbal gaf de Rotterdammers namelijk de nodige afleiding van het leven onder de Duitse bezetting. De voetbalcompetitie werd uiteindelijk na vier jaar oorlog stilgelegd op 5 september 1944, ook wel bekend als Dolle Dinsdag. Voetballen in competitieverband was pas weer mogelijk na de bevrijding van de Duitse bezetting in Nederland. Een saillant detail bij de bevrijding van Rotterdam op 8 mei 1945 betreft de aanwezigheid van Feijenoord-speler en Oranje-international Joop van der Heide, die zich enkele weken voor de bevrijding als schilder had aangesloten bij de Canadese strijdkrachten.

### De Kuip tijdens de Tweede Wereldoorlog

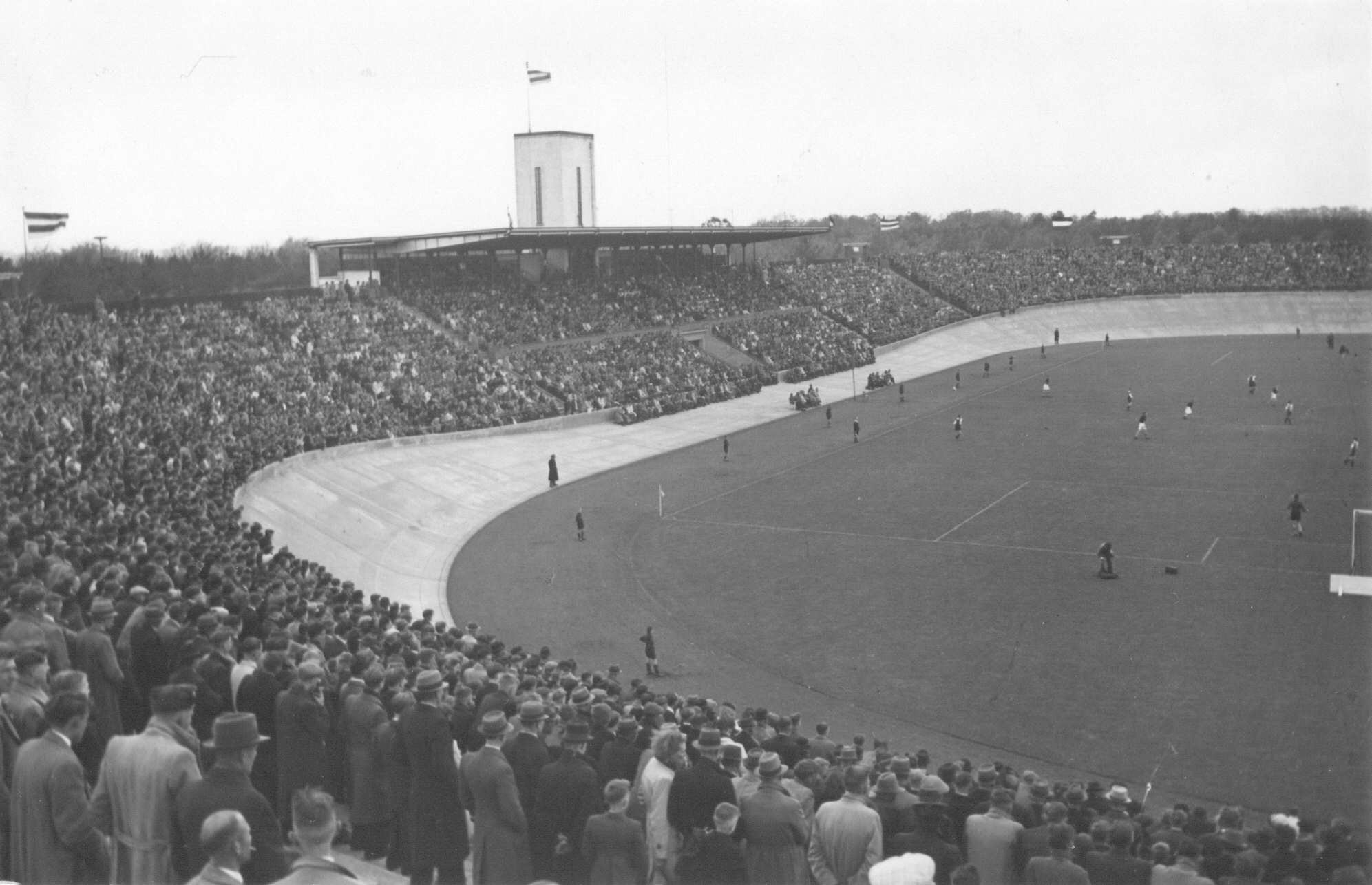
Feijenoord tegen Enschede (0–1) in De Goffert.

Het werd de supporters niet makkelijk gemaakt de wedstrijden van Feijenoord te bezoeken. Gedurende de oorlog bleef De Kuip bezet door de Duitsers waardoor Feijenoord voor haar thuiswedstrijden moest uitwijken naar andere stadions. Net zoals tijdens de kampioenscompetitie in 1940 werden wedstrijden in Het Kasteel gespeeld. Ook het oude terrein aan de Kromme Zandweg werd weer in gebruik genomen. In de tussentijd werd De Kuip misbruikt door de Duitse bezetters, onder andere als verzamelpunt tijdens de Razzia van Rotterdam. Tevens waren plannen gemaakt door de bezetters om De Kuip te slopen vanwege het tekort aan staal. Dit was namelijk een belangrijke grondstof voor de Duitse industrie. Dit plan wist voorzitter Cor Kieboom echter te dwarsbomen door valse informatie door te geven over de hoeveel staal die in het stadion verwerkt was.
Vanaf 1943 werd de loyaliteit van de supporters verder op de proef gesteld. De stad werd immers onveilig geacht voor het spelen van voetbalwedstrijden in drukbezochte stadions door het verhoogde risico op luchtaanvallen. Hierdoor moest Feijenoord voor haar thuiswedstrijden uitwijken naar stadions buiten Rotterdam. Nota bene in de stad van rivaal Ajax zijn thuiswedstrijden gespeeld in Stadion De Meer en het Olympisch Stadion. Supporters werden zelfs gevraagd af te reizen naar Nijmegen voor een wedstrijd in het Goffertstadion. De wedstrijden bleven echter onverminderd populair, wat aantoonde dat de bezetters tot het uiterste moesten gaan om Feijenoord en haar supporters te beteugelen.

### Feijenoord na de bevrijding
Na de bevrijding van de Duitse bezetting had Feijenoord vele jaren nodig om haar wonden te likken en weer op vooroorlogse krachten te komen. Zo zijn tijdens de oorlog verschillende leden en donateurs komen te overlijden, inclusief erevoorzitter Johan Weber. Tevens was er een groot tekort aan geld en materiaal. En net als in andere delen van de samenleving vond ook binnen Feijenoord na de oorlog een zuivering plaats van leden die beschuldigd werden van collaboratie met de Duitse bezetters. Dit heeft ertoe geleid dat twee leden werden geroyeerd.

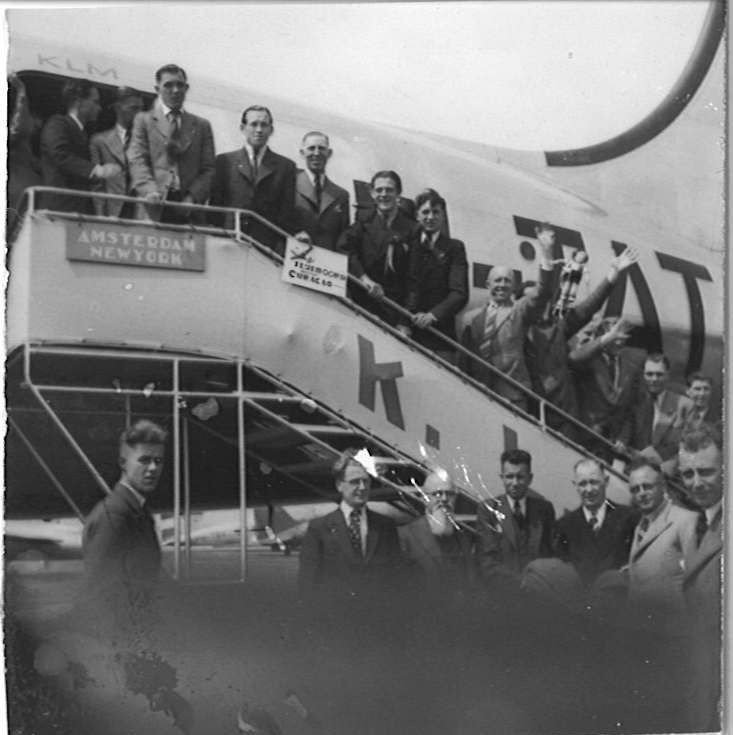
Feijenoord vertrekt vanuit Luchthaven Schiphol naar Curaçao.

Gelukkig hoefde de supporters niet lang te wachten om haar club weer in actie te zien. Om de vrijheid te vieren werd in Rotterdam de strijd om de Bevrijdingsbeker georganiseerd. Het seizoen 1945/46 startte pas in het najaar, dus speelden de zes Rotterdamse eersteklassers om de beker die uiteindelijk gewonnen werd door Feijenoord met een nipte voorsprong op Xerxes. In hetzelfde jaar ontving de club een uitnodiging uit Curaçao voor een toernooi in 1946 met de nationale voetbalelftallen van het gastland Curaçao, Colombia, Aruba en Suriname. Het was de eerste keer dat een Nederlandse voetbalclub de oceaan overstak, dus genoot het toernooi veel interesse. Zo ook onder de spelers. Met de oorlog nog vers in het geheugen werd dit toernooi beschouwd als een snoepreisje. Feijenoord eindigde uiteindelijk als tweede achter het gastland, met name vanwege de nagenoeg onpasseerbare Curaçaose doelman Ergilio Hato. In augustus kwam het Curaçaos voetbalelftal naar Nederland waar de wedstrijd tegen Feijenoord met 62.000 verkochte entreebewijzen zorgde voor een nationaal record.
In de competitie werd snel duidelijk dat Feijenoord niet meer het elftal van voor de oorlog was. In het restant van het decennium plaatste de club zich niet voor de kampioenscompetitie om te strijden voor het landskampioenschap. In eerste seizoen na de oorlog eindigde Feijenoord op de teleurstellende zesde plaats in de afdeling Eerste Klasse West, gevolgd door de tweede plaats in de seizoenen 1946/47, 1947/48 en 1948/49. Zodoende zat de mogelijkheid op het zesde landskampioenschap voor de Rotterdammers er niet meer in tijdens de jaren '40. Hierop moesten de supporters vanaf het einde van het decennium nog 11 jaar wachten.
Prijzen in de jaren 40
- Landskampioen:
  - 1940
- Afdelingskampioen Eerste klasse:
  - 1940, 1943

## 1950–1959
Ondanks het attractieve spel van Feijenoord waren de jaren '50 een mindere periode gezien het aantal gewonnen prijzen. Door de introductie van het betaald voetbal in Nederland werd hieraan langzaam verandering gebracht. Door de mogelijkheden van het betaald voetbal kon de opbouw geïnitieerd worden van een kampioensploeg die na de jaren '50 de prijzen aaneen rijgt.

### Introductie van betaald voetbal

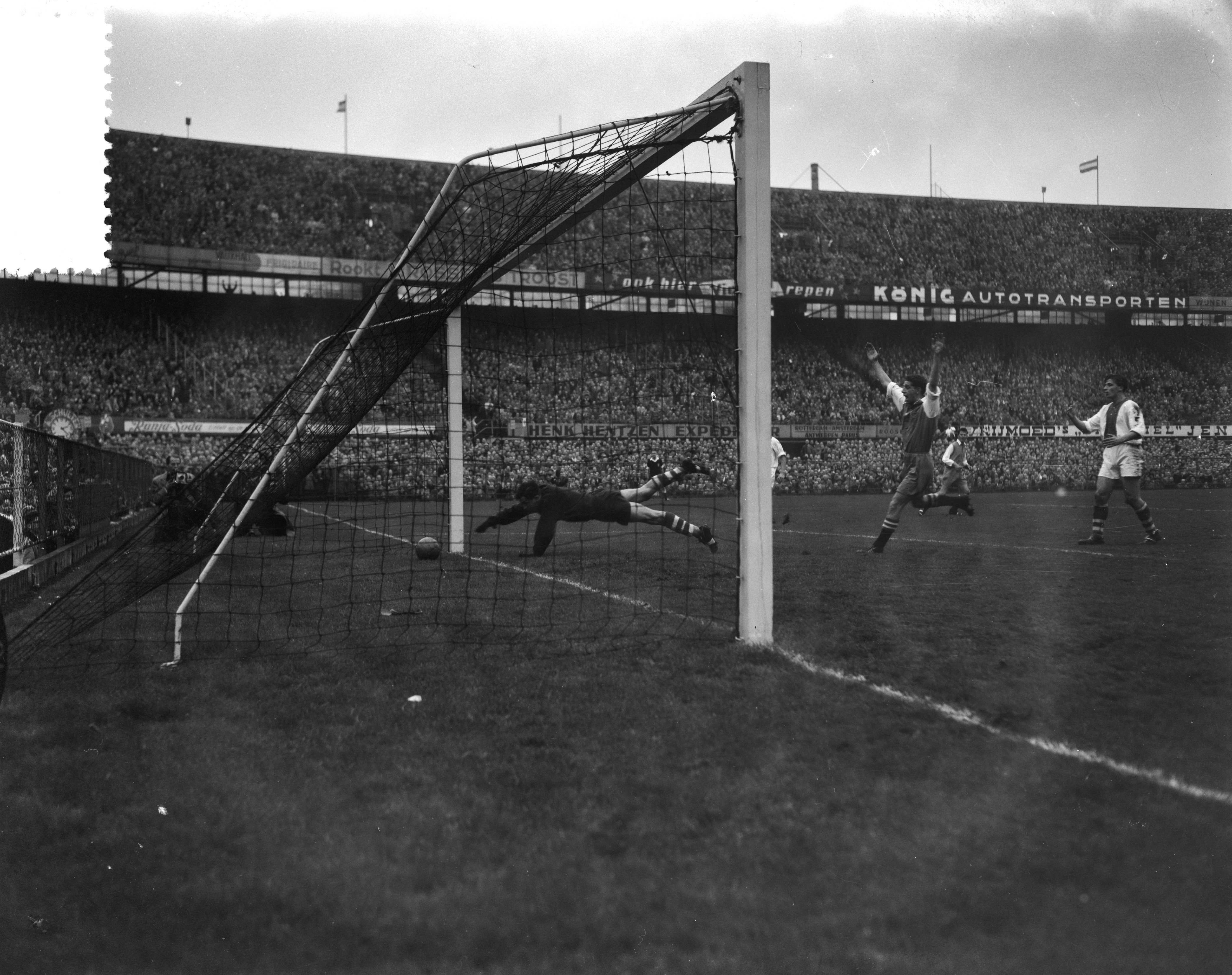
Moulijn scoort derde doelpunt in de met 7–3 gewonnen Klassieker tegen Ajax in 1956.

Op 30 juni 1954 namen de voorzitters van Feijenoord en Excelsior het initiatief voor een vergadering met enkele KNVB-leden in Hotel Terminus te Utrecht. Tijdens de vergadering werd de invoering van het betaalde voetbal besproken. In september 1954 werd na sterk doorzetten van vooral Feijenoord-voorzitter Cor Kieboom overgegaan tot het betaalde voetbal in Nederland door de KNVB te fuseren met de NBVB. Feijenoord plaatste zich nipt voor deze nieuwe competitie door in de laatste wedstrijd van het seizoen '55/'56 te winnen van Alkmaar '54, het huidige AZ.
Een jaar later volgde de eerste jaargang van de Eredivisie. Met de zesde plaats werd duidelijk dat het eerste landskampioenschap voor Feijenoord sinds 1940 nog even op zich liet wachten. Een lichtpunt was de eerste Klassieker in 9 jaar. Deze werd op 11 november 1956 met 7–3 gewonnen en behoort tot de grootste overwinningen ooit van Feijenoord op de Amsterdammers. De gevierde man was Daan den Bleijker die de eerste Feijenoorder werd die viermaal scoorde tegen Ajax.

### Bouwen aan een kampioensploeg

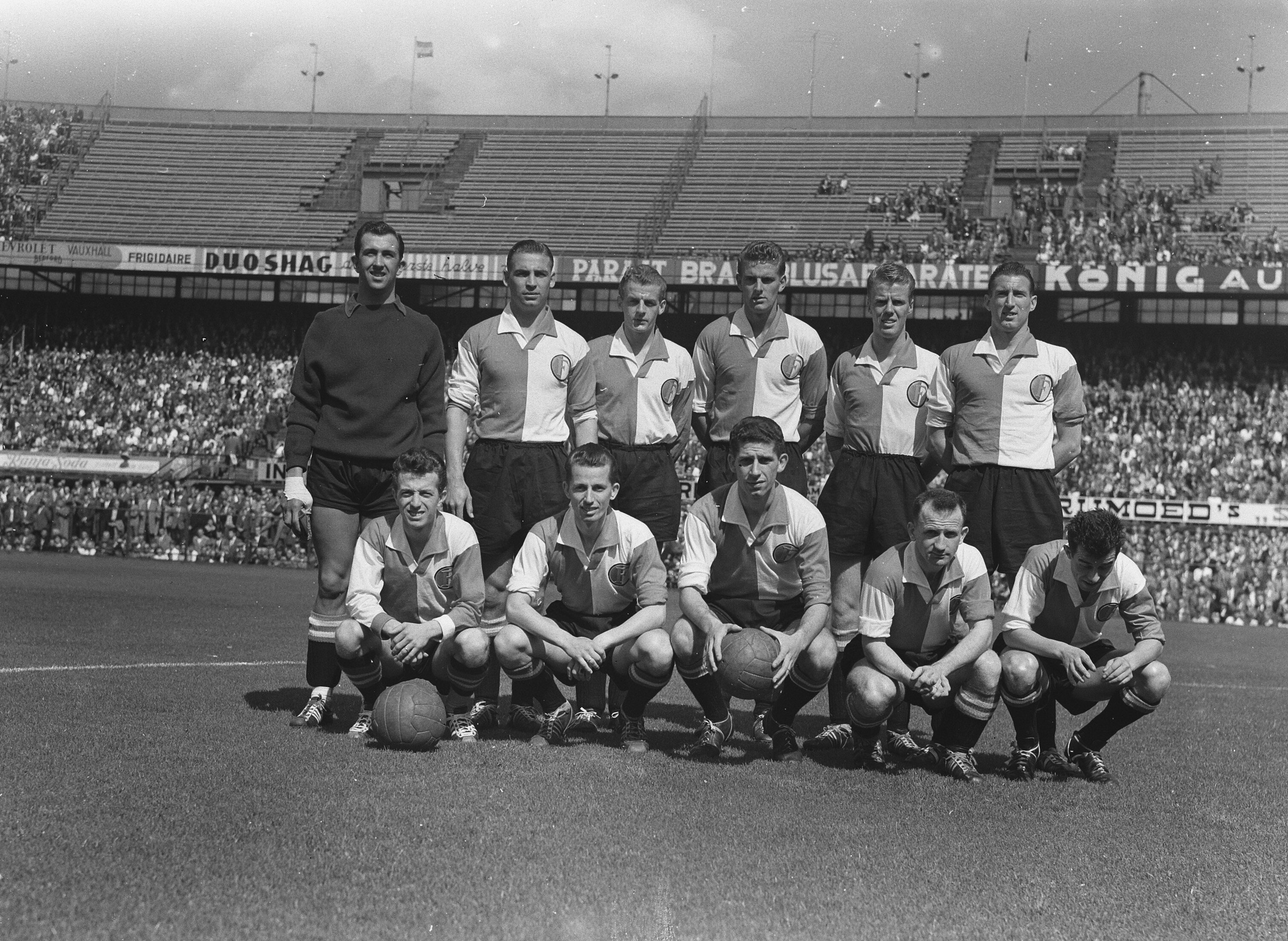
Elftalfoto op 24 augustus 1958.

De daadkracht van voorzitter Cor Kieboom beperkte zich niet tot de invoering van het betaald voetbal. Dit kwam eveneens tot uiting in de spelers die Feijenoord aantrok. Enkele transfers die uit het oog springen in de jaren '50 betreffen de transfers van Coen Moulijn, Cor van der Gijp en Henk Schouten. Deze clublegendes maakten in 1955 de overstap naar Rotterdam-Zuid en vormden jarenlang een zeer productief aanvalstrio bij Feijenoord. Coen Moulijn kwam over van Xerxes uit het Oude Noorden en groeide uit tot "Mister Feyenoord" door in totaal 487 wedstrijden te spelen voor de club. Dit aantal is door geen enkele andere Feyenoorder overtroffen. Cor van der Gijp kwam van Emma uit Dordrecht en scoorde 177 doelpunten voor de club. Hiermee is Cor van der Gijp de topscorer aller tijde van Feyenoord in de Eredivisie. Henk Schouten maakte de transfer van Holland Sport en wist eveneens goed het net te vinden. Zijn meest memorabele wedstrijd was in 1956 tegen De Volewijckers door negenmaal te scoren tegen de Amsterdammers, een aantal dat sindsdien niet meer is geëvenaard in de Eredivisie.
Naast de transfers in 1955 van het legendarische aanvalstrio valt ook de transfer van Eddy Pieters Graafland op in 1958. "Eddy PG" is namelijk de eerste Feijenoorder die rechtstreeks de overstap maakte van Ajax naar Rotterdam-Zuid. Eddy Pieters Graafland ontpopte zich snel tot een populaire speler en bleef tot en met de finale van de Europacup I in 1970 keeper bij Feijenoord. Zodoende kroonde Eddy Pieters Graafland zich tot een van de meest succesvolle keepers uit de clubgeschiedenis.
Prijzen in de jaren 50
- Vriendschapsbeker (2x)
  - 1958, 1959

## 1960–1969
In de jaren '60 van de 20e eeuw is het startschot gegeven voor de meest succesvolle periode uit de geschiedenis van Feijenoord. Nationaal worden vier landskampioenschappen gevierd en tweemaal wordt de KNVB Beker gewonnen. Daarmee worden ook de eerste dubbels uit de clubgeschiedenis gewonnen. Naast het nationale succes debuteert Feijenoord op het hoogste Europese podium. Hierbij ontstaat de traditie waarin Het Legioen de club in grote getalen op de voet volgt tijdens de Europese wedstrijden van Feyenoord. Waar de club ook speelt.

### Eerste dubbels

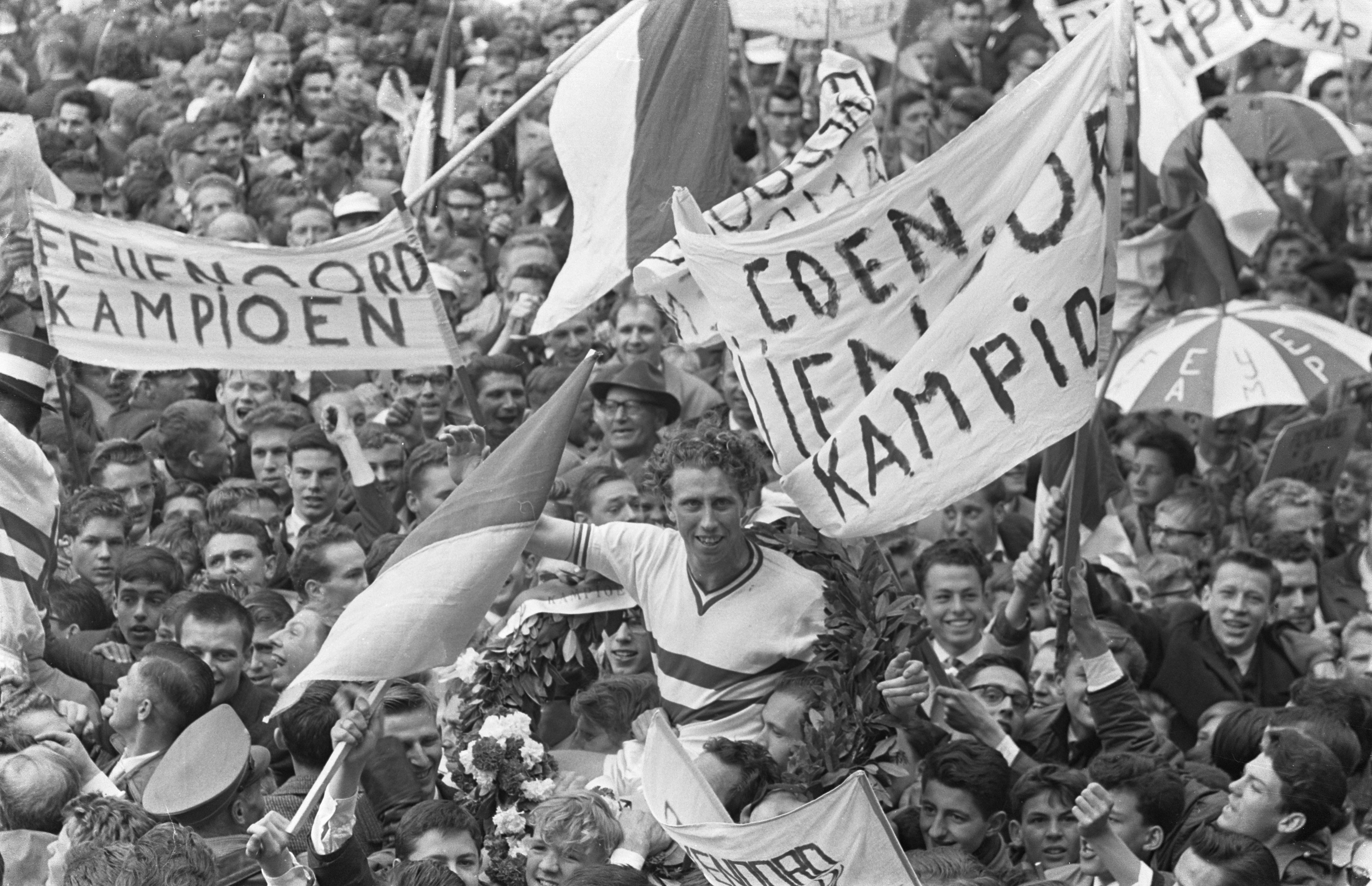
Feest nadat het kampioenschap is veilig gesteld door op 28 mei 1961 van Rapid JC te winnen met 2–1.

Het decennium begint voortvarend door in het seizoen 1959/60 met Ajax op een gedeelde eerste plaats te eindigen in de Eredivisie. De beslissingswedstrijd ging echter verloren waardoor Feijenoord nog altijd moest wachten op het eerste landskampioenschap sinds 1940. Lang hoefden de Rotterdammers niet te wachten op wraak. De eerstvolgende Klassieker werd de meest doelpuntrijke editie ooit en eindigde in een 9–5 overwinning voor Feijenoord. Henk Schouten was de gevierde man met vier Rotterdamse doelpunten. Uiteindelijk bleek dit een springplank voor een succesvol seizoen 1960/61. Feijenoord won voor het eerst de Eredivisie en haar zesde landskampioenschap door Ajax met 2 punten voor te blijven. In het daaropvolgende seizoen 1961/62 wist de club het kampioenschap voor het eerst in haar geschiedenis te prolongeren door het zevende landkampioenschap te veroveren.

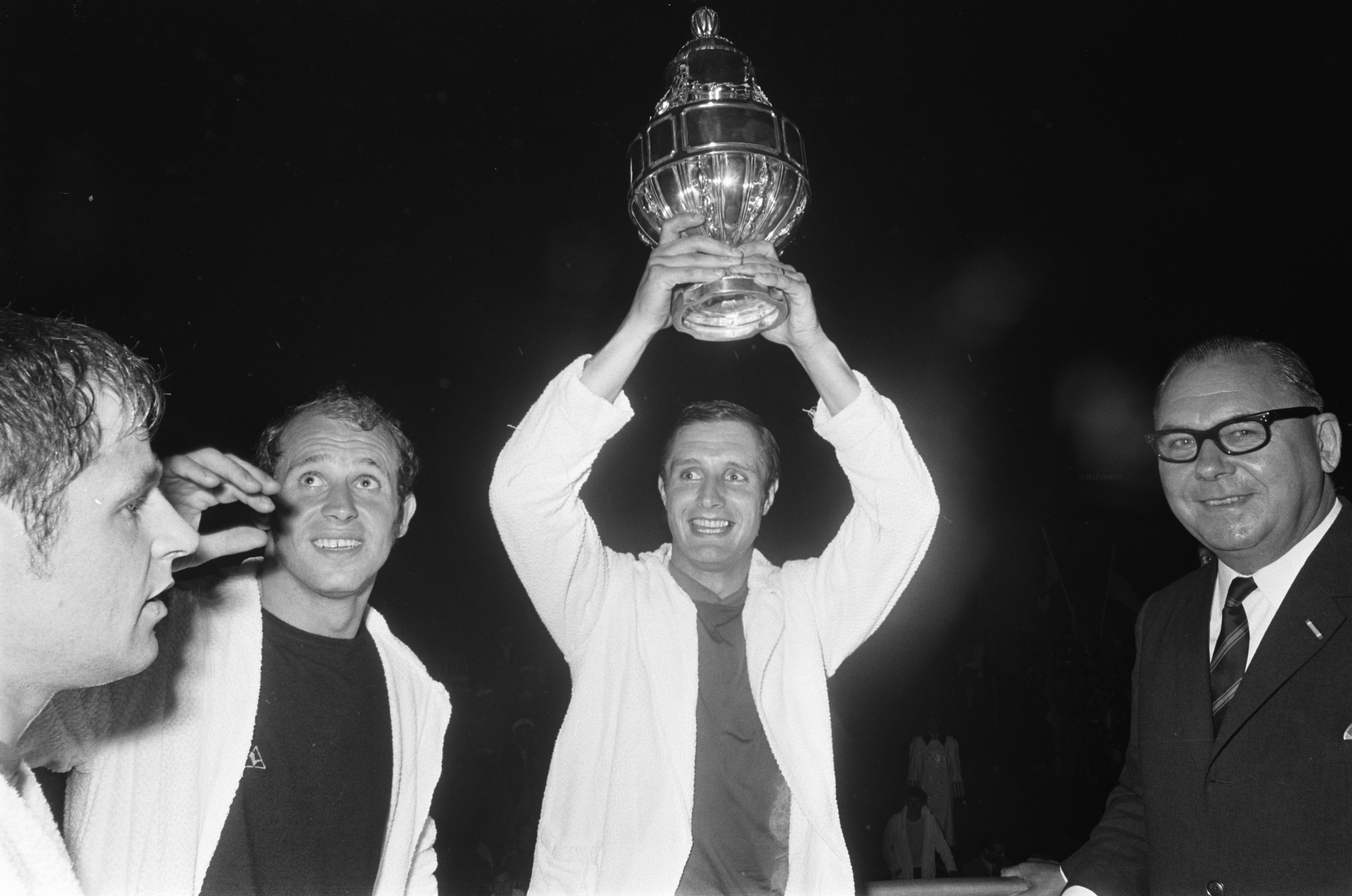
Cor Veldhoen met de KNVB Beker na het winnen van de tweede dubbel uit de clubgeschiedenis in 1969.

De seizoenen 1962/63 en 1963/64 leverden geen prijs op voor de club. Wel konden Reinier Kreijermaat en Coen Moulijn de eerste uitreikingen van de titel Nederlands voetballer van het jaar in ontvangst nemen. De grote successen werden hervonden in het seizoen 1964/65 onder leiding van trainer Willy Kment. Door de winst van het achtste landskampioenschap uit de clubgeschiedenis en de eerste KNVB Beker 1964/65 sinds 1935 (de derde in totaal) werd beslag gelegd op de eerste dubbel uit de clubgeschiedenis. Hiermee evenaarde Feijenoord de prestaties van RAP en HVV. Dit kunstje werd onder leiding van Ben Peeters in het seizoen 1968/69 herhaald waarmee Feijenoord de eerste club werd die meermaals de dubbel won.

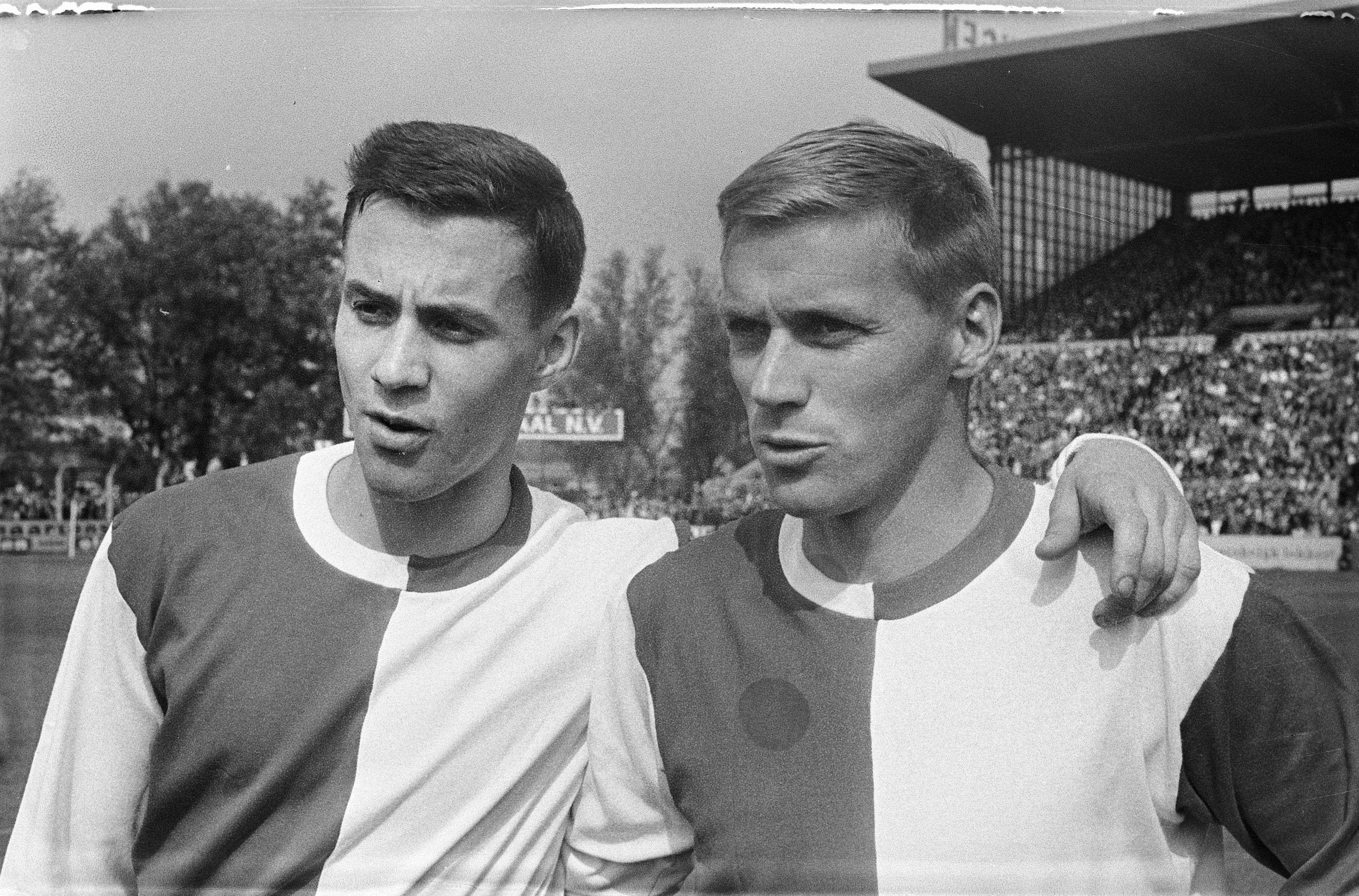
Ove Kindvall (links) en Harry Bild (rechts), de eerste twee buitenlandse spelers van Feijenoord.

Vanwege het aantal gewonnen prijzen worden enkele spelers uit deze tijd nog altijd gezien als iconen van de club. Onder andere Wim Jansen en Willem van Hanegem begonnen hun imposante Feijenoord-carrières in de jaren '60. De Zweedse aanvallers Harry Bild en Ove Kindvall werden in respectievelijk 1965 en 1966 als eerste buitenlandse versterkingen naar Feijenoord gehaald. Hans Venneker was de eerste speler die vijf doelpunten maakte in De Klassieker. Ook werd er afscheid genomen van Gerard Kerkum die na meer dan 12 jaar onafgebroken als rechtsback en aanvoerder in het eerste speelde. Na zijn spelerscarrière vervulde Kerkum nog verschillende functies binnen de club, waaronder tweemaal als voorzitter.

### Debuut in de Europacup I
Vanwege het behaalde landskampioenschap in 1961 mocht Feijenoord voor het eerst in haar geschiedenis strijden om de Europacup I, de belangrijkste internationale prijs voor clubs in Europa. In het Europacup I-seizoen 1961/62 was IFK Göteborg de eerste tegenstander. De club behaalde de volgende ronde, maar strandde tegen Tottenham Hotspur. Desondanks konden de Rotterdammers positief terugkijken op haar debuut op het hoogste Europese podium. Met name in de thuiswedstrijd tegen Tottenham kreeg Feyenoord ondanks het verlies lof voor haar spel tegen de Londense ploeg die in die tijd haar gloriejaren beleefde en in tegenstelling tot Feijenoord volledig bestond uit beroepsvoetballers.
Vanwege het geprolongeerde landskampioenschap in 1962 kwalificeerde Feijenoord zich in het Europacup I-seizoen 1962/63 wederom voor de voorrondes van het prestigieuze toernooi. Deze editie werd een belangrijke mijlpaal in de geschiedenis van de club. Zo vestigde Feijenoord zich bij de vier beste clubs van Europa door de halve finale te bereiken tegen Benfica, de winnaar van de afgelopen twee edities van de Europacup I. Nog belangrijker was wellicht de toenemende populariteit van de club door de successen in Europa. Dit leidde ertoe dat de club in haar reis door Europa gevolgd werd door een hoeveelheid supporters die nog niet eerder vertoond was bij een Nederlandse club. Dit seizoen wordt zodoende door velen gezien als het seizoen waarin Het Legioen tot stand is gekomen.

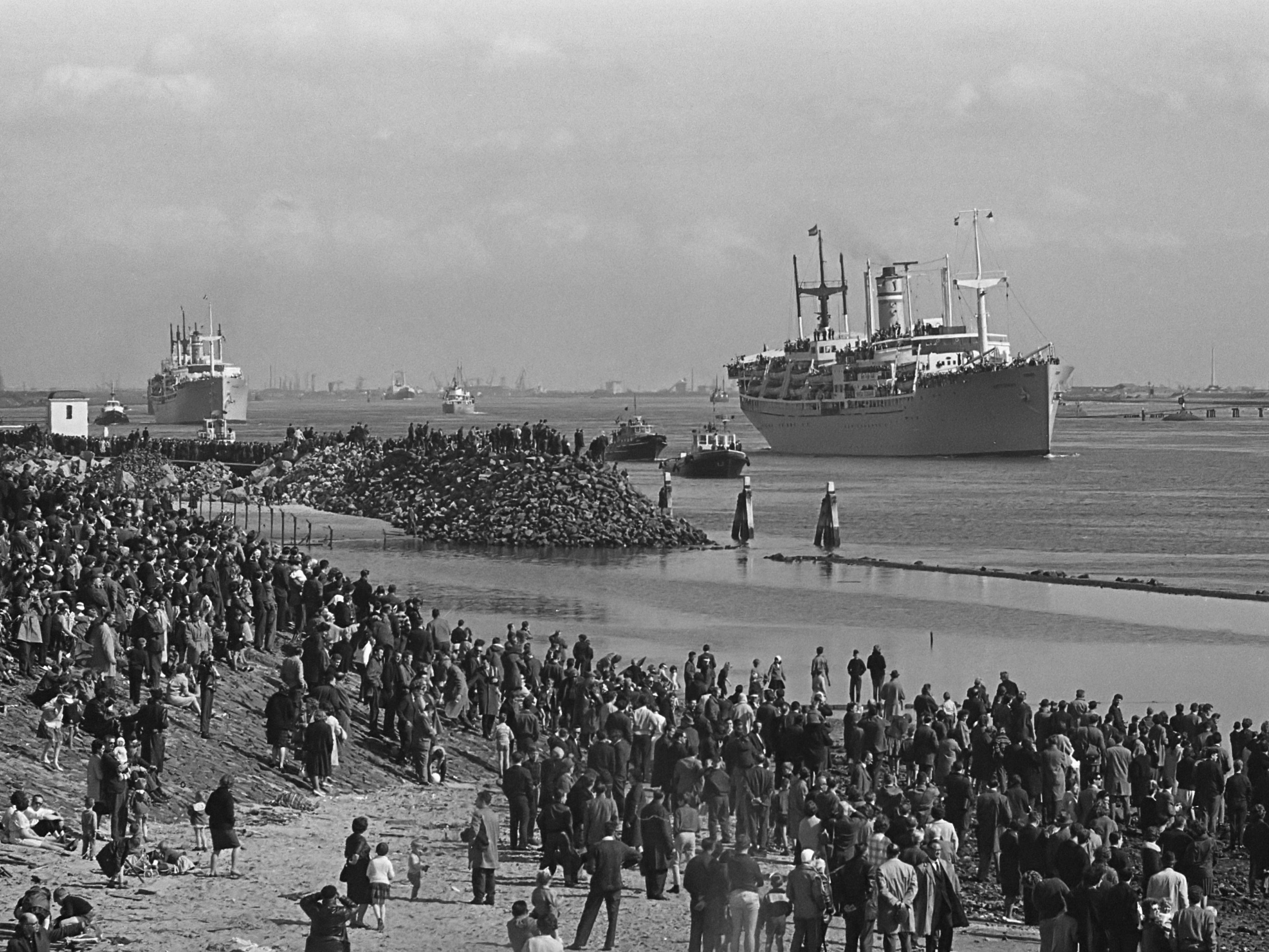
De Waterman en de Groote Beer bij Hoek van Holland (1963) onderweg naar Lissabon.

De eerste tekenen van de ongekende populariteit kwamen aan het licht in de eerste ronde van het Europacup I-seizoen 1962/63 waarin het Hongaarse Vasas SC de tegenstander was. Zowel de thuis- als uitwedstrijd eindigden in een gelijkspel. Het Bosuilstadion in het Antwerpse Deurne aangewezen als neutraal terrein voor de beslissingswedstrijd. Hier werd Feijenoord gesteund door tienduizenden supporters die zagen dat Rinus Bennaars met zijn doelpunt de kwartfinale veiligstelde. In de kwartfinale werd Stade de Reims met Raymond Kopa, de Gouden Bal-winnaar uit 1958, verslagen door het winnende doelpunt van Kreijermaat. Hierna volgde de halve finale tegen titelverdediger Benfica met sterspeler Eusébio. Nadat de thuiswedstrijd in 0–0 eindigde stonden honderdduizenden supporters langs de oevers van Nieuwe Maas en Nieuwe Waterweg om de Groote Beer en de Waterman uit te zwaaien. De schepen vervoerden duizenden supporters naar Lissabon. Ondanks het doelpunt van Frans Bouwmeester verloor Feijenoord de wedstrijd met 3–1, maar voordat de wedstrijd begon had het al de harten van vele supporters gewonnen.

### Start van legendarische Europacup I-campagne

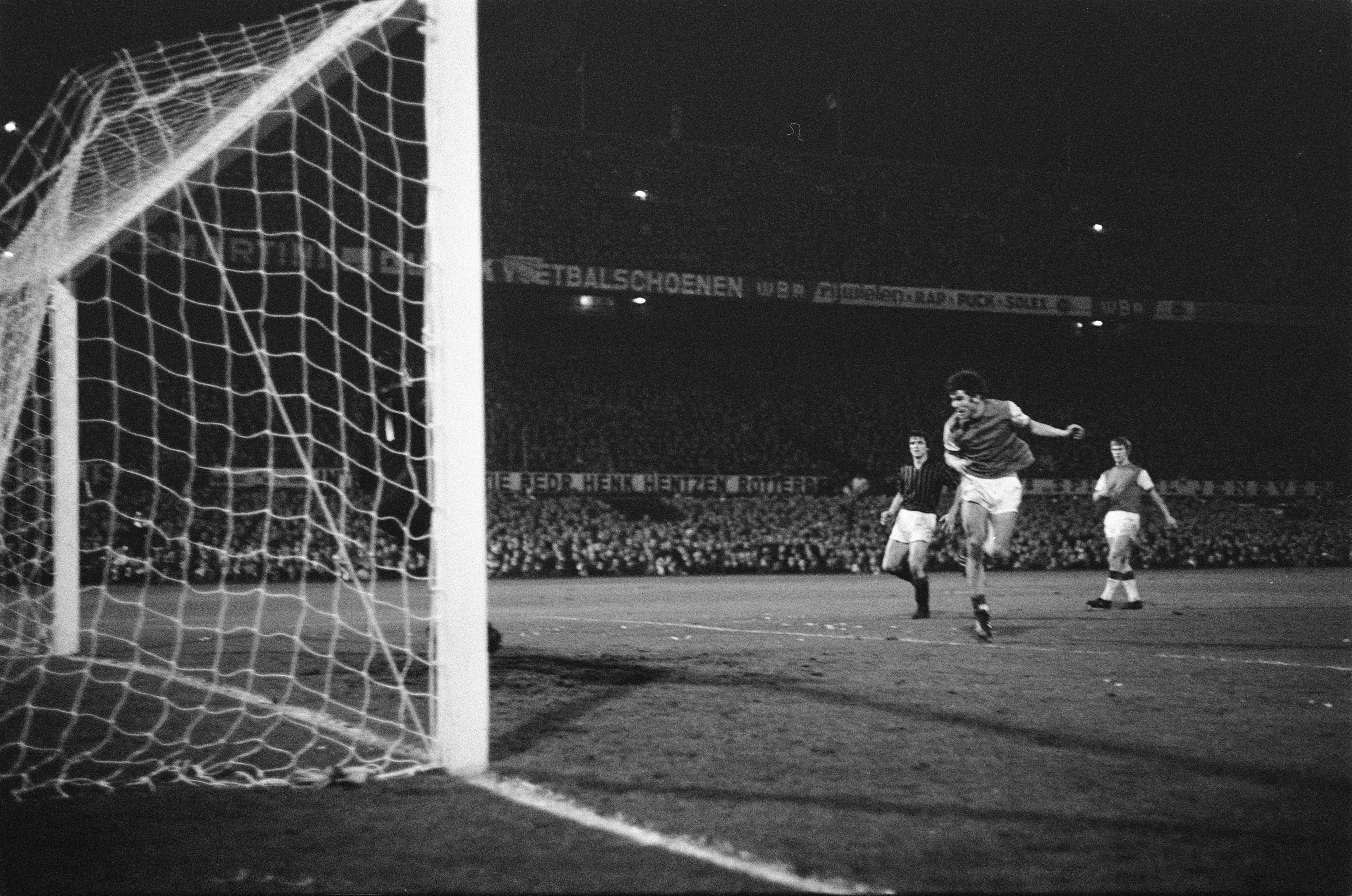
Van Hanegem scoort het winnende doelpunt in de tweeluik tegen AC Milan.

Na het kampioenschap in het seizoen 1968/69 kwalificeerde Feijenoord zich voor de vierde keer voor de Europacup I, het hoogste Europese podium voor clubvoetbal. Ondanks het behalen van de dubbel werd het contract van trainer Ben Peeters niet verlengd zodat Ernst Happel aangesteld kon worden. Na een eenvoudige eerste ronde tegen het IJslandse KR stuitte de Rotterdammers in de tweede ronde tegen titelverdediger AC Milan. De Italianen waren namelijk te sterk voor Ajax tijdens de Europacup I-finale in 1969. Ondanks een goede wedstrijd van Feijenoord in San Siro werd de heenwedstrijd door AC Milan gewonnen met 1–0 waardoor de druk op de thuiswedstrijd kwam te liggen. In De Kuip wist Feijenoord op 26 november 1969 door doelpunten van Wim Jansen en Willem van Hanegem de kwartfinale veilig te stellen. Met het uitschakelen van de titelverdediger groeide het zelfvertrouwen van de Rotterdammers en kon het zich opmaken voor een legendarische Europacup I-campagne.
Prijzen in de jaren 60
- Landskampioen:
  - 1961, 1962, 1965, 1969
- Bekerwinnaar:
  - 1965, 1969
- UEFA Intertoto Cup:
  - 1967, 1968

## 1970–1979
Tijdens de jaren '70 van de 20e eeuw werd de succesreeks uit de jaren '60 doorgetrokken. Alle eerder behaalde successen werden overtroffen met het behalen van de eerste internationale prijzen uit de clubgeschiedenis: de Europacup I en de Wereldbeker voetbal voor clubteams in 1970, en de UEFA Cup in 1974. Feijenoord was de eerste Nederlandse voetbalclub die deze internationale hoofdprijzen won. Tevens werden in de seizoenen 1970/71 en 1973/74 het tiende en het elfde landskampioenschap uit de clubgeschiedenis bemachtigd.

### Europacup I 1970

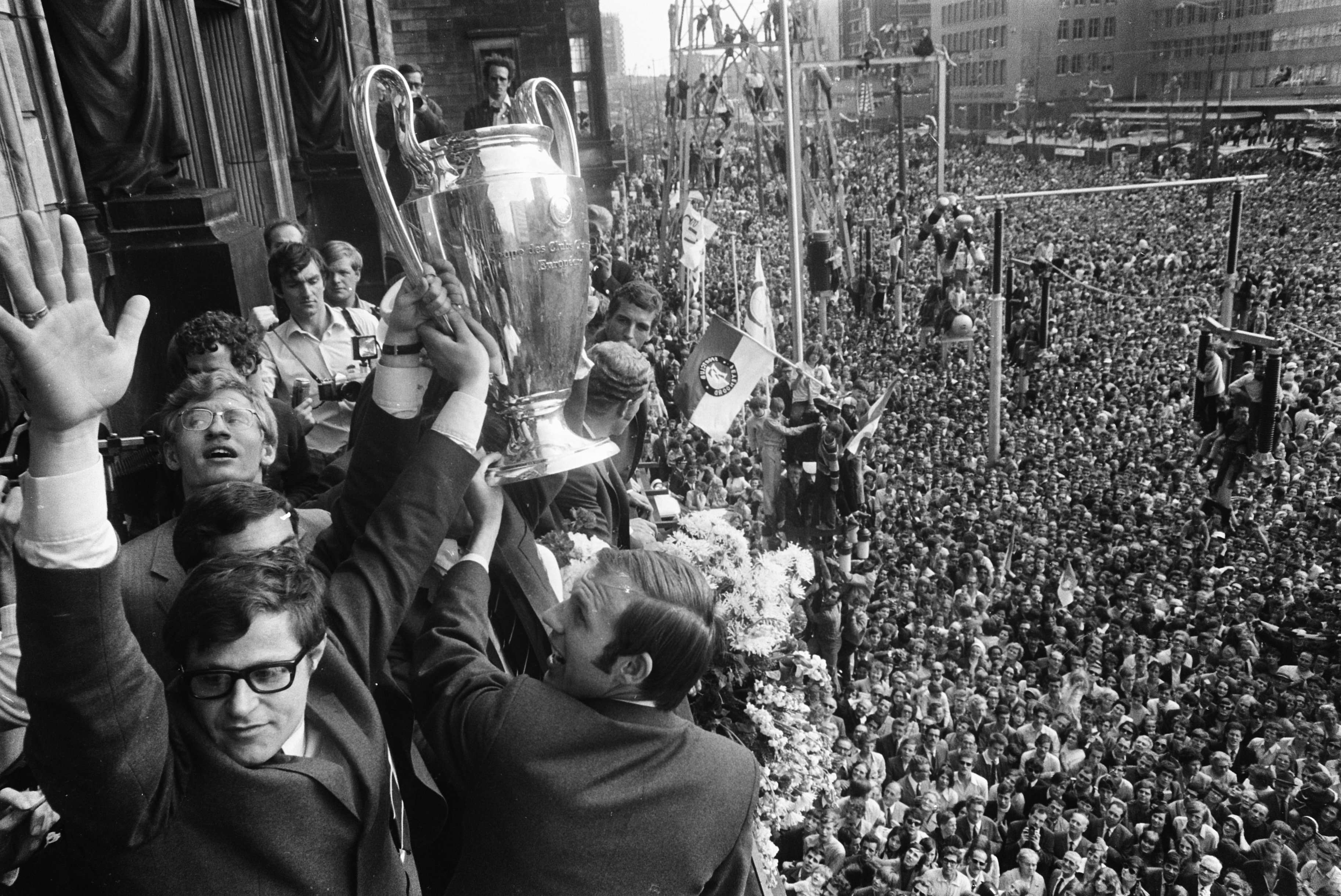
Feijenoordspelers gehuldigd op het stadhuis van Rotterdam.

In 1970 werd het Europacup I-seizoen 1969/70 vervolgd met zeges op Vorwärts Berlin en Legia Warschau waardoor de finale werd bereikt. Hierin was op 6 mei 1970 Celtic de tegenstander in het San Siro in Milaan. Waar Ajax een jaar eerder strandde in de Europacup I-finale, daar slaagde Feijenoord nu wel om de eindzege te behalen. Met 2–1 werd de Schotse kampioen verslagen door doelpunten van Rinus Israël en Ove Kindvall. Een prestatie die ook in het buitenland veel lof opleverde. De Europacup I-winst ontketende een groot volksfeest in Rotterdam. Een kwart miljoen fans verzamelden zich op de Coolsingel om de huldiging van het team van trainer Ernst Happel bij te wonen.

### Wereldbeker 1970

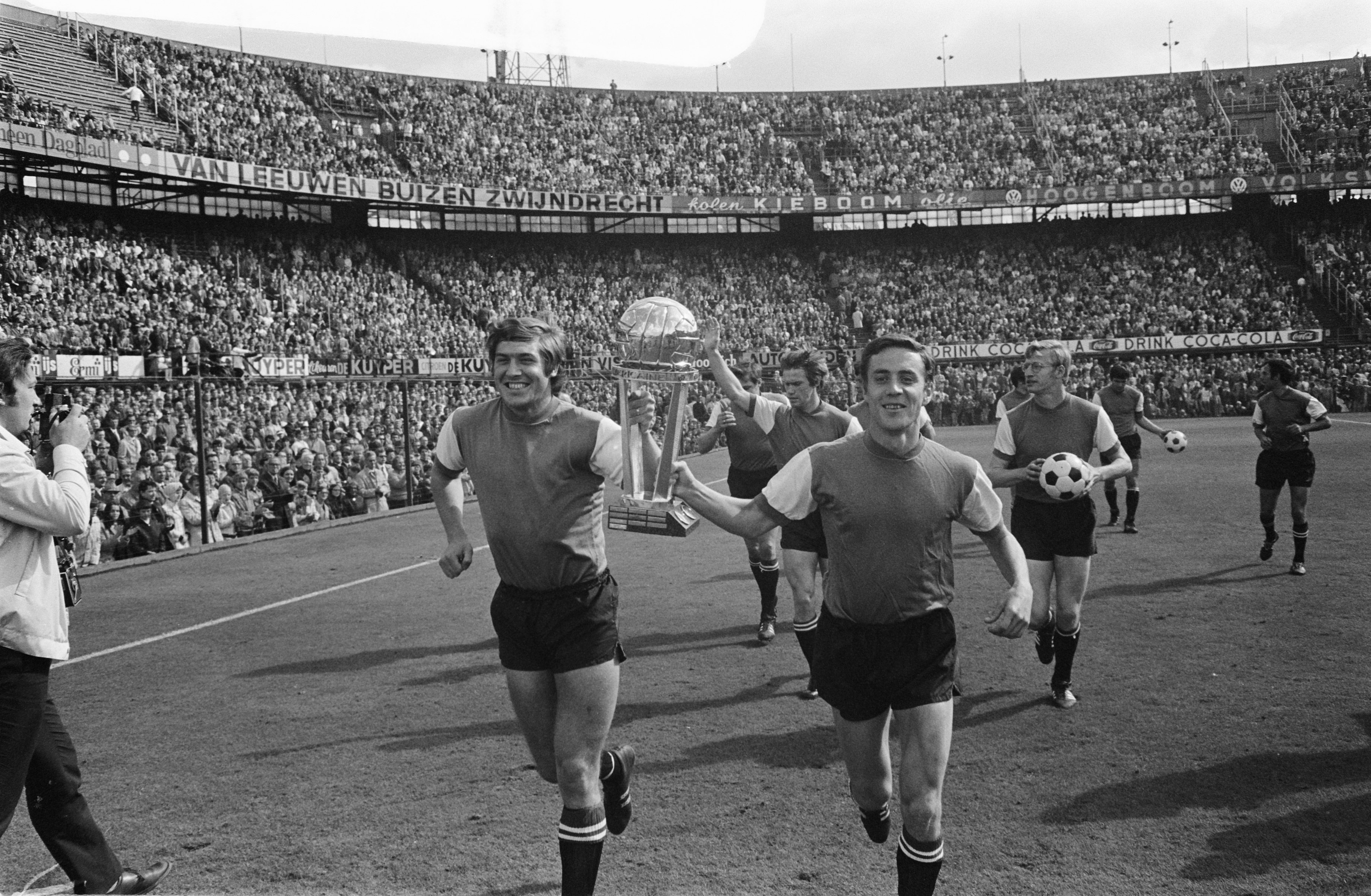
De wereldbeker wordt getoond aan het publiek in De Kuip.

Door de winst van de Europacup I kwalificeerde Feijenoord zich voor de wereldbeker voor clubteams in 1970. Hier moest gestreden worden tegen het Argentijnse Club Estudiantes de La Plata, de winnaar van de CONMEBOL Libertadores in 1970. Na het 2–2 gelijkspel in Buenos Aires werd in Rotterdam de beslissende wedstrijd gespeeld. Hierin werd Joop van Daele de man van de wedstrijd door het enige doelpunt te scoren. Tevens viel Van Daele op vanwege zijn bril die door Carlos Pachamé werd gebroken nadat de 1–0 gescoord werd. Deze geknakte bril wordt nog altijd tentoongesteld in het Feyenoord Museum als aandenken aan deze memorabele wedstrijd. Desalniettemin kon Feyenoord zich als eerste Nederlandse club laten kronen tot wereldkampioen.

### Tiende en elfde landskampioenschappen

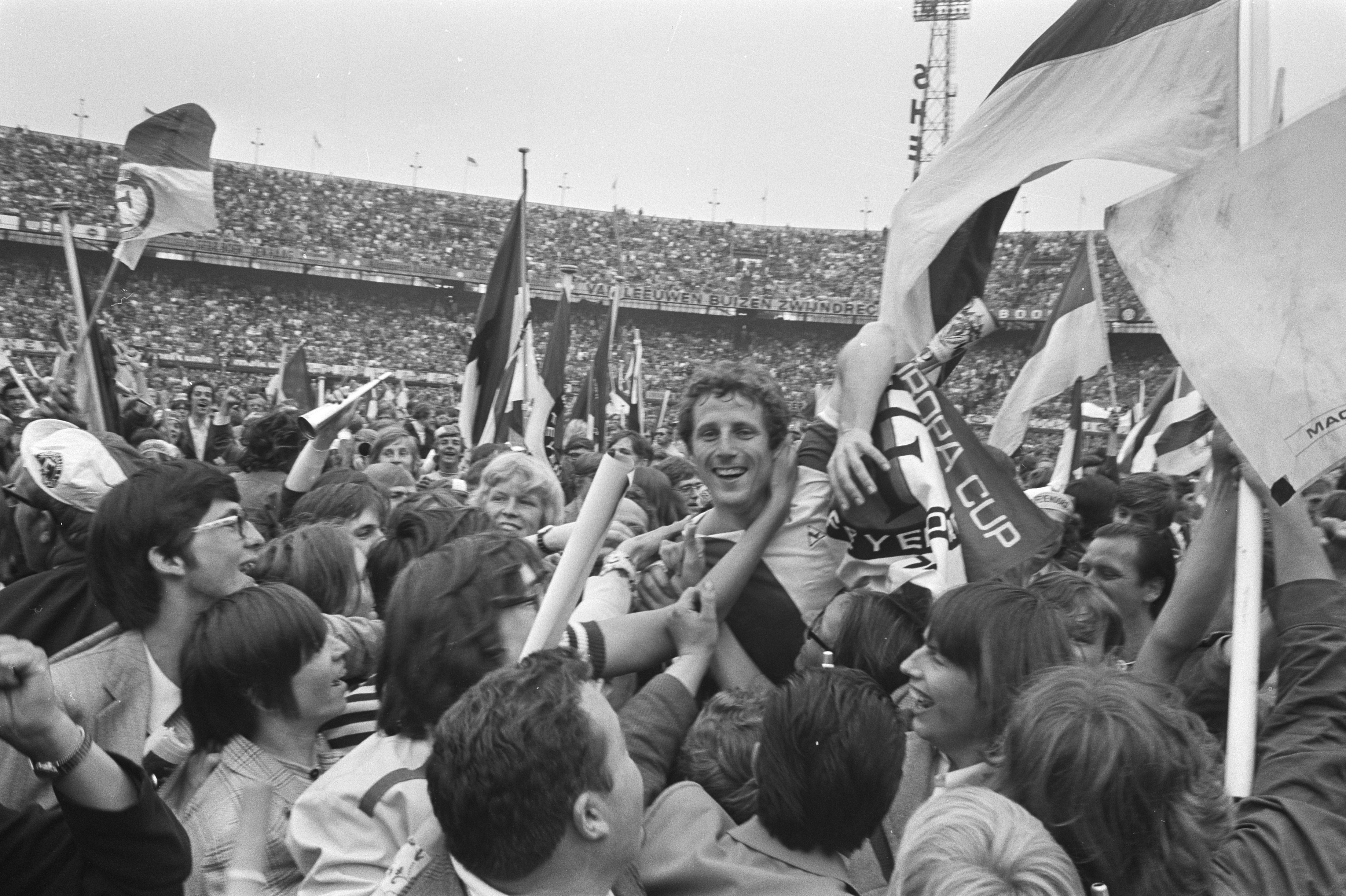
Schneider de gevierde man na zijn twee doelpunten tegen Ajax in 1971.

Nadat Feijenoord in 1965 haar achtste landskampioenschap veroverde raakte het in de Eredivisie verstrikt in een jaarlijks terugkerende titanenstrijd met de Amsterdamse aardsrivaal Ajax. Beide clubs werden sindsdien eerste of tweede in de competitie. Ajax pakte het eerste landskampioenschap van de jaren '70, maar in 1971 veroverde Feijenoord haar tiende landskampioenschap. De ontknoping viel pas in de op een-na-laatste speelronde waarin de Klassieker in Amsterdam met 1–3 gewonnen werd door een doelpunt van Kindvall, en twee doelpunten van Dick Schneider. In de laatste speelronde maakte Feijenoord het kampioenschap compleet door met 2–1 te winnen van HFC Haarlem. Beide doelpunten werden gemaakt door Kindvall die zich hiermee tot topscorer kroonde en zodoende op karakteristieke wijze na vijf seizoenen afscheid nam van het Legioen. Hij keerde terug naar Zweden, maar Ove zal altijd tot de grootste Feijenoord-legendes behoren.

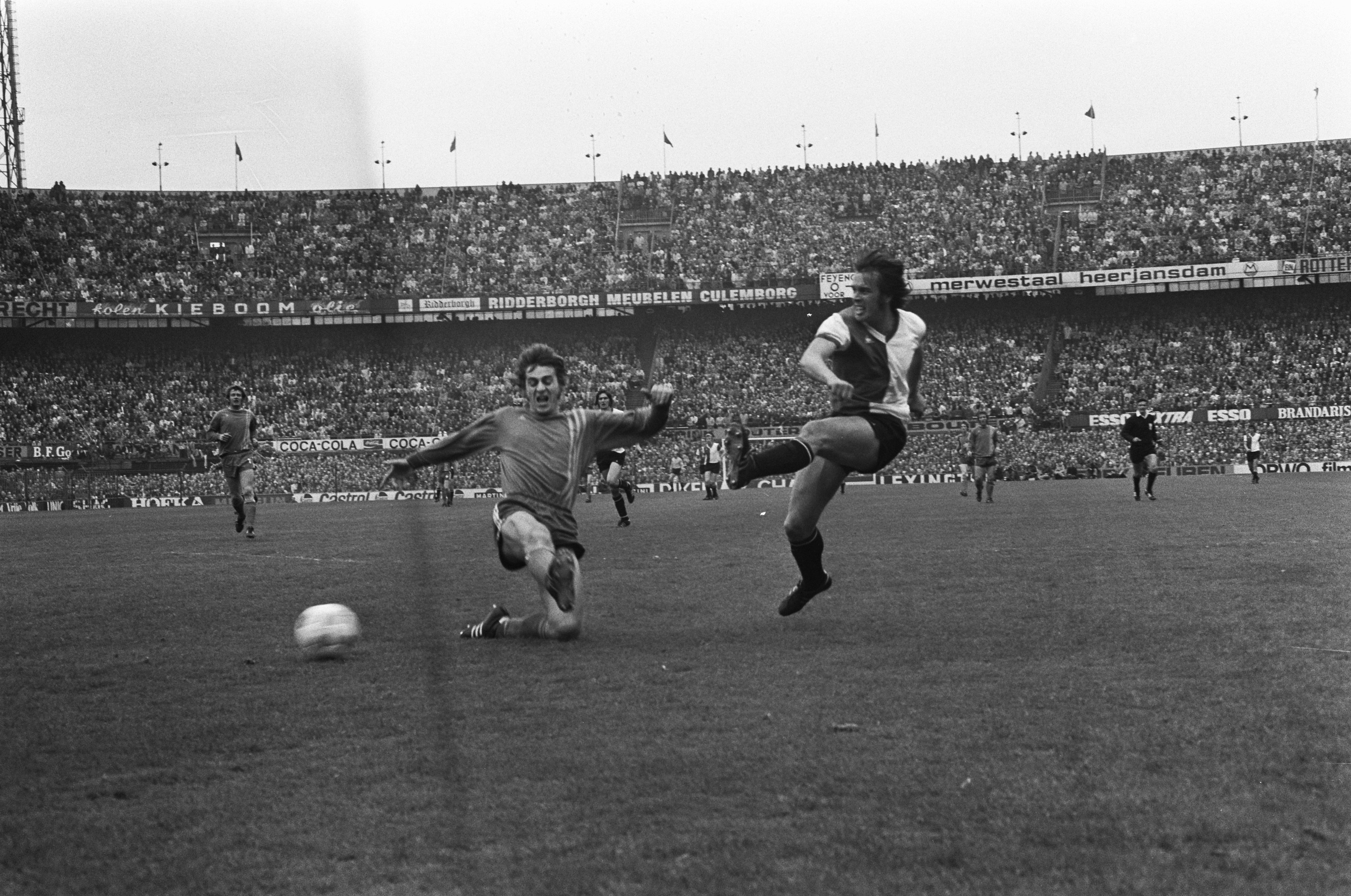
Ressel scoort het eerste doelpunt in de kampioenswedstrijd tegen FC Twente in 1974.

In de seizoenen na het tiende kampioenschap blijkt dat Ajax van Johan Cruijff niet alleen internationaal maar ook nationaal niet te stoppen is. Feijenoord eindigt in de seizoenen 1971/72 en 1972/73 als tweede in de Eredivisie. Het uitblijven van nieuwe successen doet trainer Happel besluiten op te stappen in 1973. Zijn opvolger wordt Wiel Coerver. Onder zijn leiding strijden de Rotterdammers voor het eerst sinds 1965 niet tegen Ajax, maar tegen FC Twente om het landskampioenschap. Net als tijdens het vorige landskampioenschap van Feijenoord valt de beslissing in de een-na-laatste speelronde. Hierin werd Twente met 3–2 verslagen door doelpunten van Peter Ressel, Jørgen Kristensen en Theo de Jong.

### UEFA Cup 1974

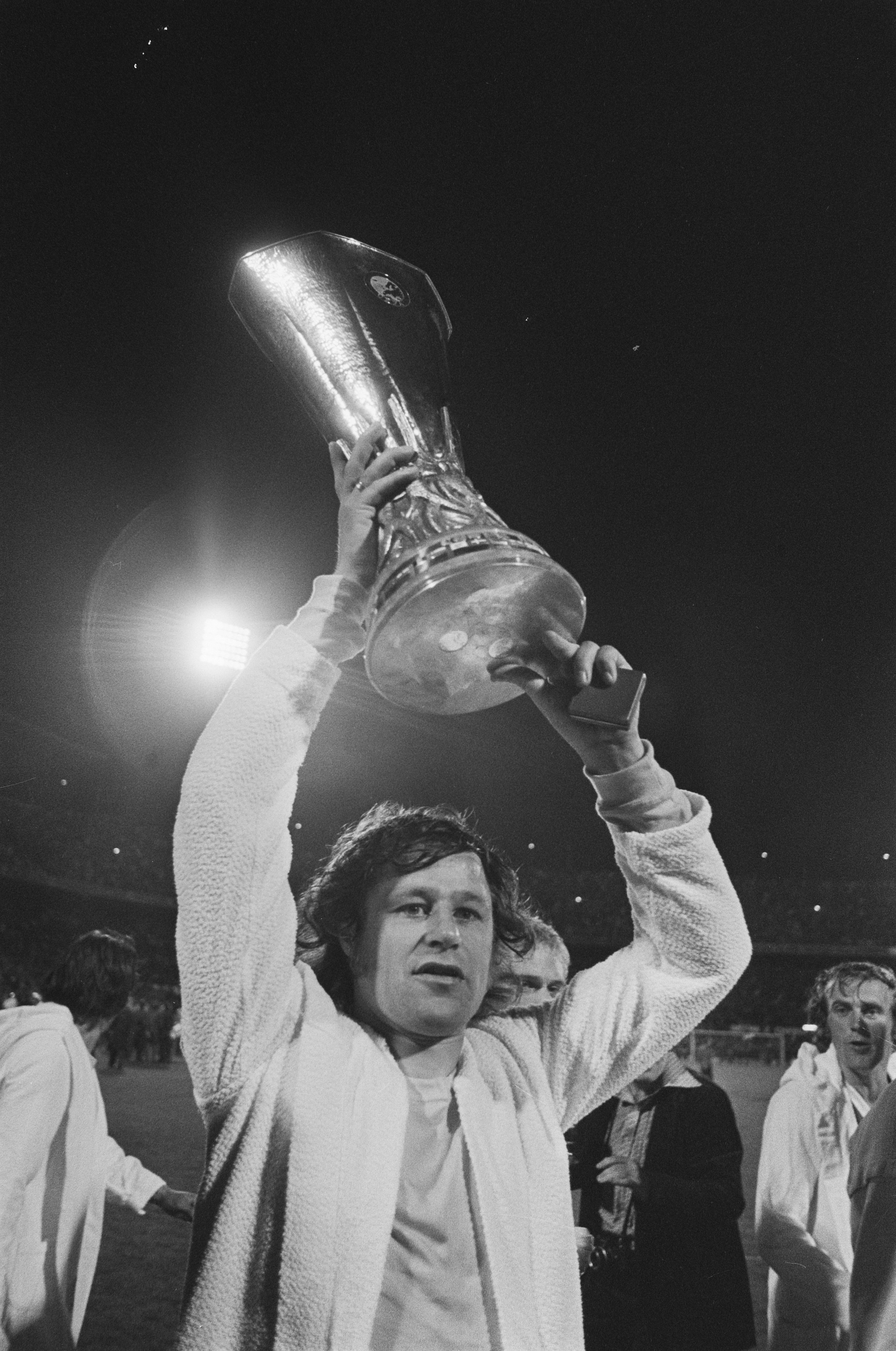
Rinus Israël met de UEFA Cup.

Naast het sportieve succes in het Eredivisie-seizoen 1973/74 slaagt de club er net als in 1970 wederom in een Europese prijs te veroveren. In 1974 wint Feijenoord als eerste Nederlandse club de UEFA Cup. Door achtereenvolgens Standard Luik, Ruch Chorzów en VfB Stuttgart te verslaan kwalificeerde Feijenoord zich voor de UEFA Cup-finale van 1974 tegen het Engelse Tottenham Hotspur. In deze tweeluik eindigde de eerste ontmoeting op White Hart Lane in 2–2. Van Hanegem en De Jong scoorden de twee Rotterdamse doelpunten waardoor Feijenoord zich een goede uitgangspositie verschafte voor het tweede duel. In De Kuip werd het door doelpunten van Wim Rijsbergen en Peter Ressel 2–0, waardoor Feijenoord de UEFA Cup in ontvangst mocht nemen. Een mooier afscheid van Feijenoord kon de legendarische verdediger Rinus Israël niet wensen. Deze wedstrijd werd helaas ook getekend door heftige supportersrellen waardoor de wedstrijd ondanks de winst allesbehalve een voetbalfeest was.

### Begin van het verval

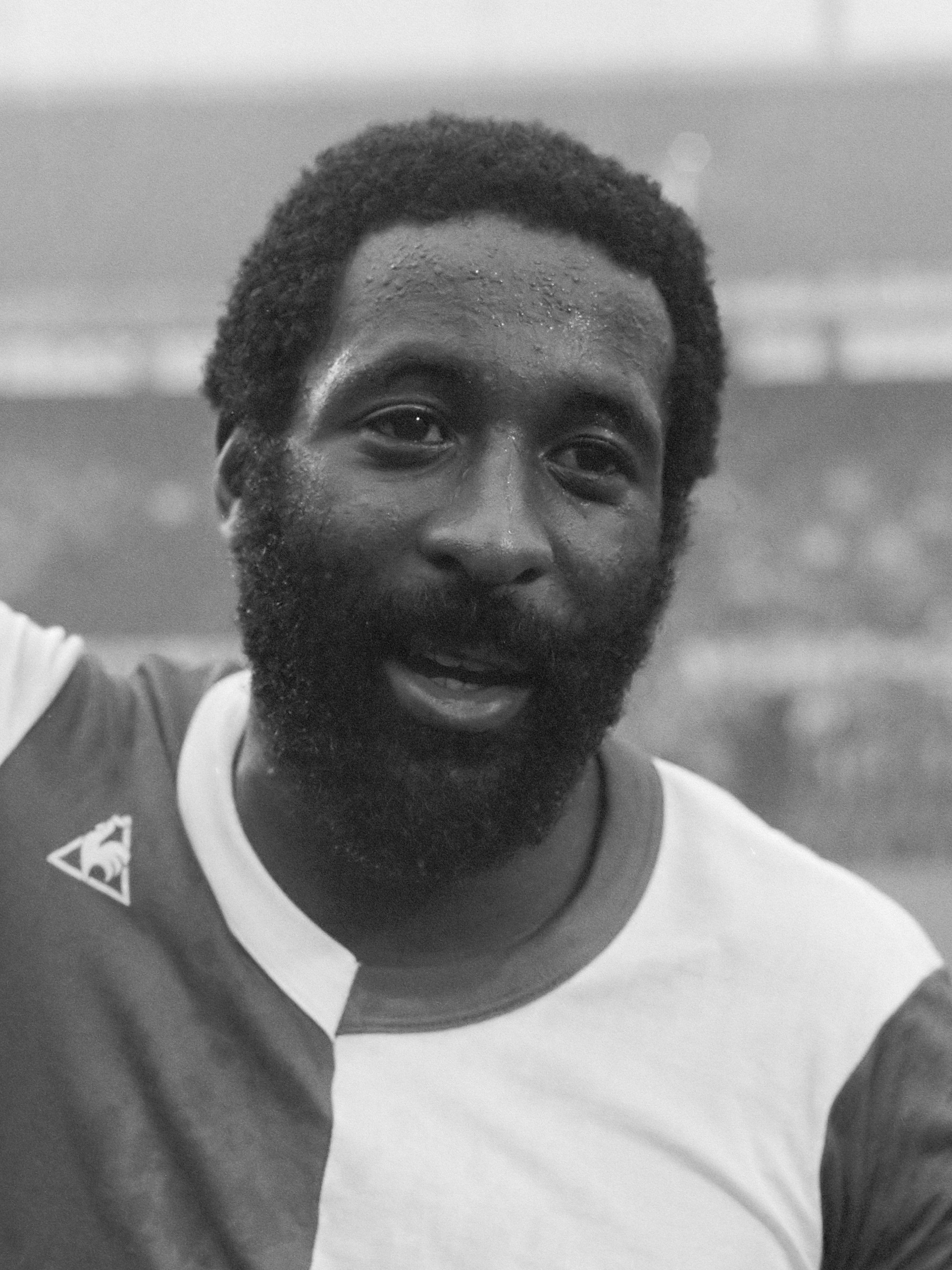
Clyde Best (1977), een van de vele aanwinsten die de verwachtingen niet kon waarmaken.

Ondanks het behalen van het landskampioenschap en de UEFA Cup in 1974 werd trainer Coerver ontslagen. Na Coerver volgden een reeks van buitenlandse Feyenoord-trainers die allen de successen van de eerste helft van de jaren '70 niet konden evenaren. Van het team dat in 1970 de Europa Cup I en de wereldbeker won had in de tweede helft van de jaren '70 het gros van de sterspelers de club verlaten. De spelers die hiervoor in de plaats zijn ingelijfd hebben de schoenen van hun voorgangers nooit kunnen vullen. In de Eredivisie-seizoenen 1974/75 en 1975/76 werd nog wel een tweede plaats behaald. Het daaropvolgende seizoen 1976/77 werd een teleurstelling met de vierde plaats. Zo eindigde Feyenoord voor het eerste sinds 1964 buiten de top 3 van de Eredivisie. Een jaar later, in het seizoen 1977/78, volgde met de tiende plaats de slechtste eindklassering in de Eredivisie in twintig jaar en werd het in de beker door Eerste divisieclub SC Veendam uitgeschakeld. Tijdens 1978/79, het laatste gehele seizoen van de jaren '70, herstelde Feyenoord zich en eindigde het op de tweede plaats.
Prijzen in de jaren 70
- Landskampioen:
  - 1971, 1974
- Europacup I:
  - 1970
- Wereldbeker:
  - 1970
- UEFA Cup:
  - 1974
- UEFA Intertoto Cup:
  - 1973

## 1980–1989
Tijdens de jaren '80 van de 20e eeuw bereikte Feyenoord meerdere dieptepunten in haar geschiedenis. Sportieve successen waren schaars, toeschouwersgemiddelden gingen bergafwaarts en de financieel dreigde een faillissement. Slechts tijdens één seizoen slaagde de club erin zich uit de malaise te onttrekken door zich te versterken met Johan Cruijff, de grote ster van de aartsrivaal.

### Begin van de jaren '80

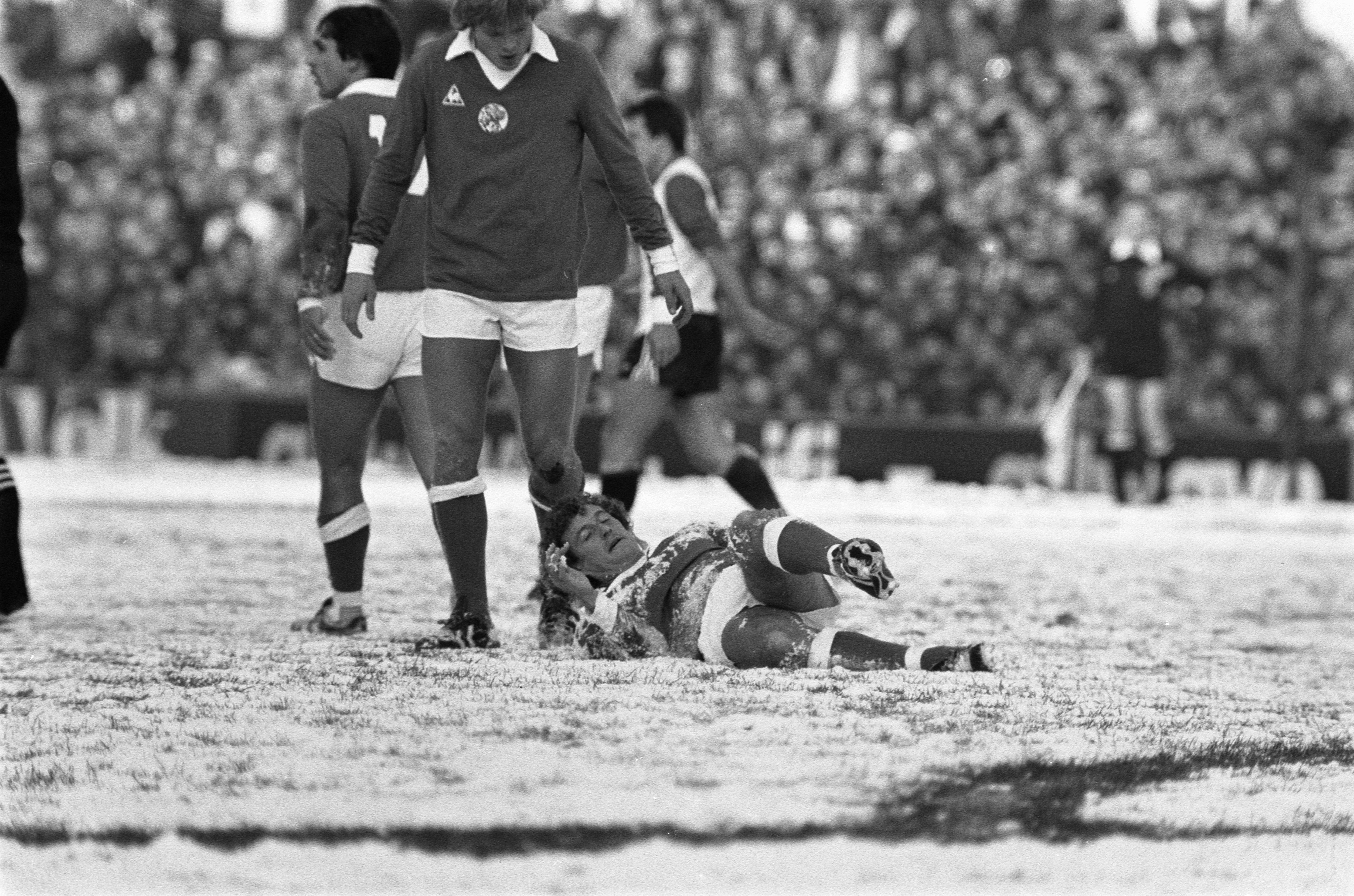
Wim Jansen namens Ajax onderuit in de sneeuw tijdens De Klassieker in De Kuip (4–2).

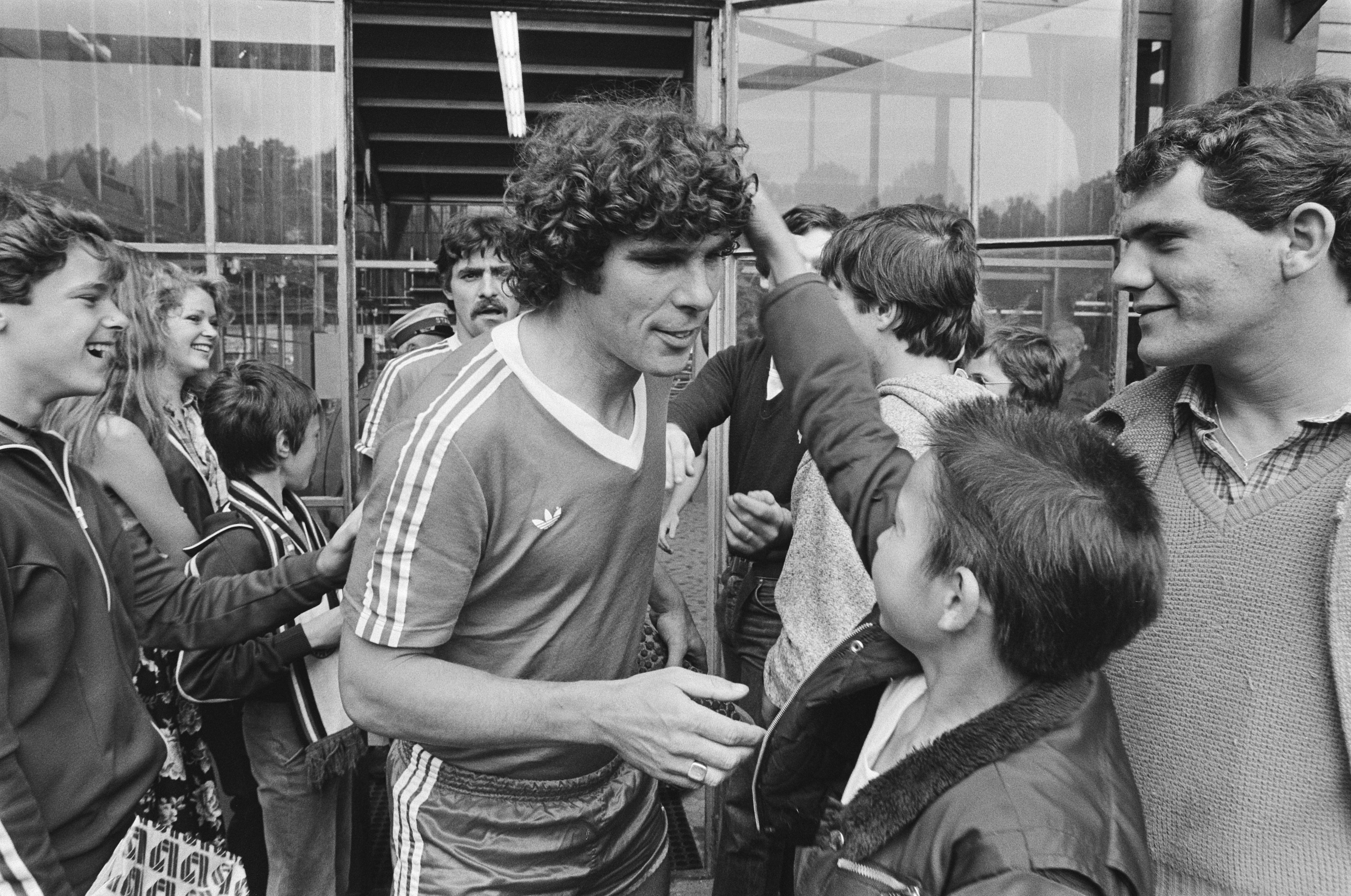
Willem van Hanegem terug bij Feyenoord.

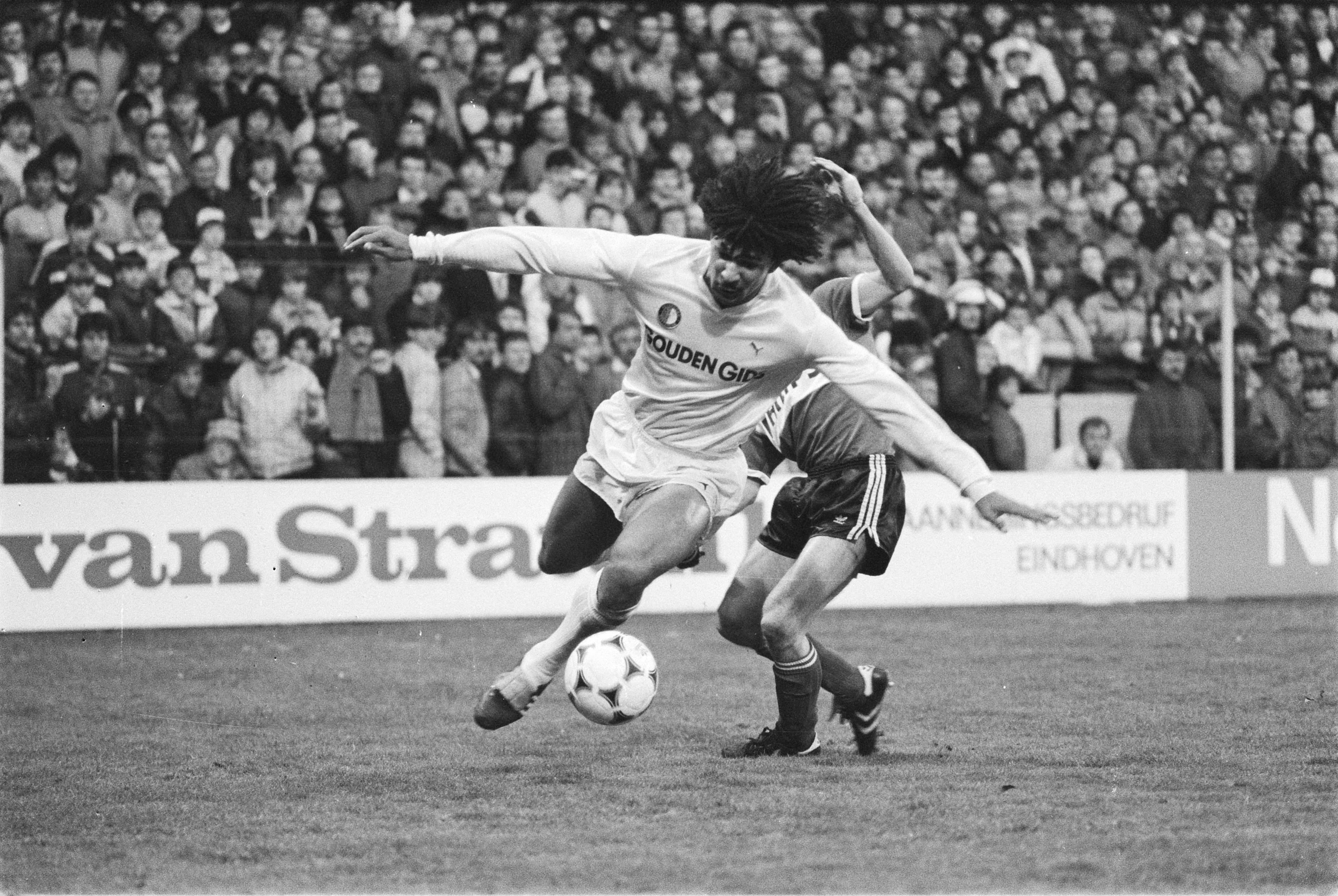
Ruud Gullit in duel met PSV'er Heintze.

Met het winnen van de KNVB Beker in 1980 begon het decennium aanvankelijk goed. In de finale werd Ajax met 3–1 verslagen. Dit betekende de vijfde KNVB Beker uit de clubgeschiedenis en kwalificatie voor het Europa Cup II-toernooi voor bekerwinnaars. Hierin behaalde Feyenoord in het seizoen 1980/81 de halve finale, met onder meer Joop Hiele, Ben Wijnstekers, Sjaak Troost, Ivan Nielsen, Stanley Brard, André Stafleu, René Notten, Jan Peters, Wim van Til, Jupp Kaczor, Karel Bouwens, Petur Petursson, Carlo de Leeuw, Jan van Deinsen, Pierre Vermeulen en Richard Budding in de selectie. In de halve finale werd verloren van de uiteindelijke winnaar Dinamo Tbilisi.
Ondanks het goede begin met de KNVB Beker-winst in 1980 en de halve finaleplek de Europacup II van 1981 wilde het net als tijdens het einde van de jaren '70 niet vlotten in de Eredivisie. Wim Jansen hield het in 1980 voor gezien en vertrok naar de Washington Diplomats in de Verenigde Staten om niet veel later de pikante overstap naar Ajax te maken. Hiermee verloor de club haar laatste speler die de gewonnen Europacup I-finale in 1970 heeft gespeeld. De overstap naar de aartsrivaal werd Jansen niet in dank afgenomen door de Feyenoord-supporters die hem bij zijn Ajax-debuut, nota bene in De Kuip tegen Feyenoord, bekogelden met een ijsbal waardoor hij het veld vroegtijdig moest verlaten. In het Eredivisie-seizoen 1980/81 eindigde Feyenoord vervolgens op de vierde plaats.
Algauw kwam Wims voormalig ploeggenoot Willem van Hanegem weer terug vanuit FC Utrecht om zijn carrière af te sluiten bij Feyenoord. In zijn eerste seizoen kwam Feyenoord niet verder dan de zesde plaats in 1982. De lege plaatsen in De Kuip getuigden ervan dat vele supporters de club de rug toe hebben gekeerd na de vijfde eindklassering buiten de top 3 in de afgelopen zes seizoenen. In 1971 lag het toeschouwersgemiddelde bij de Eredivisie-wedstrijden van Feyenoord nog op 48.000 toeschouwers. In het begin van het seizoen 1981/82 waren de toeschouwersaantallen tot een dieptepunt gedaald waardoor er bij enkele Eredivisie-wedstrijden slechts 10.000 toeschouwers naar De Kuip kwamen om Feyenoord aan te moedigen. In het seizoen 1982/83 versterkte Feyenoord zich met het HFC Haarlem-talent Ruud Gullit. Mede dankzij zijn inbreng behaalde Feyenoord de tweede plaats in de Eredivisie. Deze opleving bleek een opstap voor nieuwe successen in het volgende seizoen waarin een opvallende transfer veel stof deed opwaaien.

### Johan Cruijff

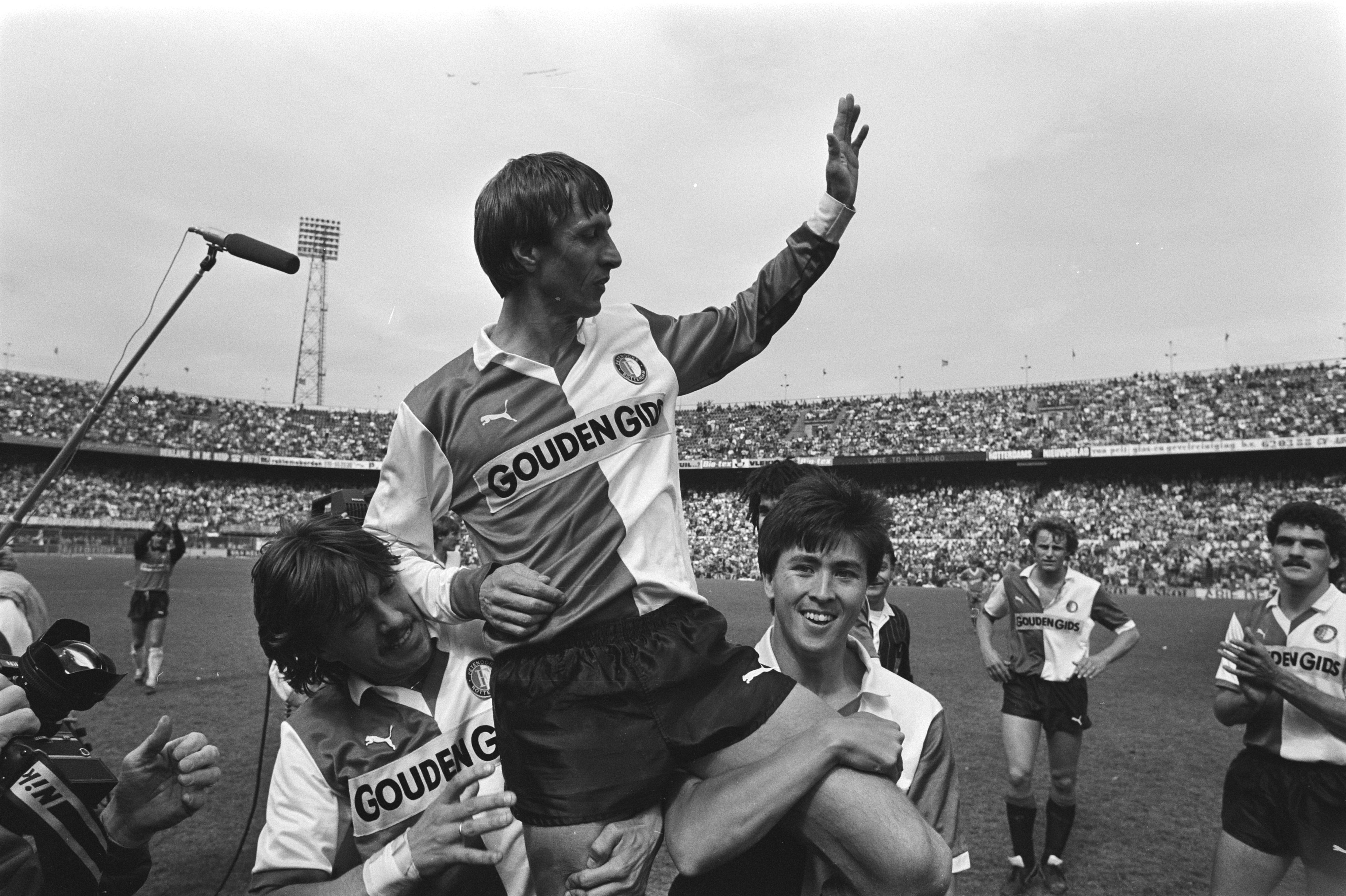
Johan Cruyff op de schouders van Bennie Wijnstekers en Stanley Brard.

Cruijff nam op 36-jarige leeftijd voorafgaand aan het seizoen 1983/84 met zijn overstap naar Feyenoord revanche op Ajax, dat hem in de lente van 1983 geen nieuw contract wilde aanbieden. Zelf gaf Cruijff aan de overstap als een mooie uitdaging te zien om zijn rijke carrière mee af te sluiten. Zijn doel was het toeschouwersaantal wat onder de 20.000 per wedstrijd lag weer omhoog te krijgen en Feyenoord weer in een uitverkochte Kuip te laten voetballen. Zijn komst naar Rotterdam was omstreden en Ajax leek in eerste instantie gelijk te krijgen om Cruijff geen nieuw contract aan te bieden. Op 18 september 1983 leed Feyenoord in het Olympisch Stadion met 8–2 de grootste nederlaag sinds de invoering van het betaald voetbal. Het verlies bracht Feyenoord echter niet aan het wankelen. Feyenoord nam later in het seizoen revanche op Ajax door het competitieduel in De Kuip met 4–1 te winnen en de Amsterdammers uit de KNVB Beker te wippen.
Aan het einde van het seizoen kon niemand meer om de impact van Johan Cruijff heen. Feyenoord won zowel de Eredivisie als de KNVB Beker. Het waren de twaalfde landstitel en zesde KNVB Beker voor de Rotterdammers die daarmee de derde dubbel uit de clubgeschiedenis opleverde. Maar wellicht nog belangrijker was dat de club qua populariteit weer de weg omhoog wist te vinden.

### Dieptepunt
In de tweede helft van de jaren tachtig ging het weer snel bergafwaarts met Feyenoord. De club kwam aanvankelijk nog tot een derde plaats in de seizoenen 1984/85, maar het kon sterspeler Ruud Gullit niet overtuigen om te blijven. Hij verruilde de club in 1985 voor PSV, de club die het voetbal in Nederland in de tweede helft van de jaren 1980 domineerde. De seizoenen 1985/86 en 1986/87 leverde eveneens een derde plaats op in de Eredivisie. In de KNVB Beker strandde Feijenoord steevast voor de kwartfinales. Vanaf het seizoen 1987/88 ging de resultaten met een zesde plaats verder bergafwaarts. Hoewel het seizoen 1988/89 nog een vierde plaats opleverde, vocht de club in het seizoen 1989/90 lange tijd tegen degradatie.
De situatie escaleerde op 20 augustus 1989 tijdens de competitiewedstrijd tegen Fortuna Sittard. Scheidsrechter Roelof Luinge staakte de wedstrijd toen vandalen met stenen het veld in De Kuip bestormden bij een 0–2 achterstand. Het hooliganisme en de slechte resultaten uit deze tijd resulteerden in lage bezoekersaantallen die soms maar net boven de 10.000 toeschouwers steeg. Daarbij kwam dat de club ook buiten het veld steeds meer aan het wankelen werd gebracht. Op bestuurlijk en financieel niveau ontbrak stabiliteit. Als gevolg hiervan werd voormalig Staatssecretaris van Welzijn, Volksgezondheid en Cultuur Joop van der Reijden in 1989 gevraagd de club door te lichten. Tegelijkertijd probeerde de nieuwe hoofdsponsor HCS steeds nadrukkelijker invloed te krijgen en trachtte zelfs De Kuip te kopen. Zodoende beëindigde Feyenoord de jaren '80 op historische onrustige wijze.
Prijzen in de jaren 80
- Landskampioen:
  - 1984
- Bekerwinnaar:
  - 1980, 1984

## 1990–1999
Feyenoord verkeerde aan het begin van de jaren '90 van de 20e eeuw in een dieptepunt qua sportieve resultaten, financiële gezondheid en populariteit. Desondanks lukte het snel de eerste hoofdprijs te winnen in de vorm van de KNVB Beker die spoedig gevolgd werd door drie additionele KNVB Bekers, twee landskampioenschappen en twee Supercups. De club was uit het dal getrokken en de blik kon weer vooruit.

### Ommekeer
In het seizoen 1989/90 werd lang tegen degradatie gestreden en resulteerde uiteindelijk in een elfde plaats in de competitie. Dit was een evenaring van de laagste eindklassering ooit in het Eredivisie-seizoen 1957/58. Daarbovenop kwam dat Feyenoords hoofdsponsor HSC in financiële problemen verkeerde. De sponsor stond garant voor gaten in de begroting van Feyenoord, dus het wegvallen van HSC zou de club dieper in de problemen duwen. Niets wees erop dat de club spoedig weer om de hoofdprijzen zou strijden, maar het KNVB Bekertoernooi in het volgende seizoen 1990/91 bleek de ommekeer te bieden. Het seizoen begon echter zoals het vorige seizoen werd geëindigd waardoor al snel het trainersduo Gunder Bengtsson en Pim Verbeek werd ontslagen na een 6–0 nederlaag tegen PSV. Oud-topspeler Wim Jansen kwam terug als coach en behaalde direct de finale van de KNVB Beker in 1991 door uitgerekend titelverdediger PSV te verslaan in de halve finale. Henk Fraser scoorde het enige doelpunt van de wedstrijd. De Eredivisie in 1991 werd afgesloten met een teleurstellende achtste eindklassering, maar de KNVB Bekerwinst op eerste divisionist BVV Den Bosch werd groots gevierd. Het was de zevende KNVB Beker uit de clubgeschiedenis en de eerste hoofdprijs sinds de dubbel in 1984.
Door winst van de KNVB Beker kwalificeerde Feyenoord zich voor de eerste editie van de Nederlandse Supercup sinds 1949. Marian Damaschin maakte het enige doelpunt van de wedstrijd tegen landskampioen PSV. In de daaropvolgende seizoenen bleek Feyenoord een steeds hechter team te worden die onder coach Wim Jansen en later Willem van Hanegem om de prijzen kon strijden. Enkele sterkhouders waren keeper Ed de Goeij, verdedigers Henk Fraser, John de Wolf, Ulrich van Gobbel en John Metgod, middenvelders Arnold Scholten, Peter Bosz, Ruud Heus en Rob Witschge, en aanvallers Gaston Taument, Regi Blinker, Mike Obiku en József Kiprich. Met de KNVB Bekerwinst in 1992 werd de prijs geprolongeerd. Dezelfde prestatie werd geleverd door de KNVB Bekers van 1994 en 1995 te winnen. Hiermee kwam de teller op tien KNVB Bekers. Het hoogtepunt van dit Feyenoord werd behaald in het seizoen 1992/93 waarin het de dertiende landstitel uit de clubgeschiedenis behaalde wat leidde tot de eerste deelname aan de UEFA Champions League in het Champions League-seizoen 1993/94.
Een van de grondleggers van de sportieve successen is voorzitter Jorien van den Herik. In 1992 nam hij het voorzitterschap over van Amandus Lundqvist. Jorien van den Herik wist op bestuurlijk niveau rust te brengen na de aanhoudende financiële problemen die verergerd werden met het faillissement van hoofdsponsor HSC in 1992.

### Opleving

Feyenoord-logo tussen 1997 en 2008.

De tweede helft van het decennium was minder vruchtbaar. Kort na de bekerwinst in 1995 vertrok Willem van Hanegem als trainer nadat technisch directeur Wim Jansen al vertrokken was. In de daaropvolgende seizoen werden achtereenvolgens Geert Meijer en Arie Haan aangesteld als trainers, maar deze wijzigingen in de staf leverde geen prijzen op. Ook sterspeler Ronald Koeman die in 1995 van FC Barcelona overkwam kon de eerdere successen niet doen herleven. De selectie ging in de loop van de jaren verder op de schop en spelers uit de Nederlandse competitie zoals Jean-Paul van Gastel, Kees van Wonderen, Bert Konterman en Patrick Paauwe kwamen over naar Feyenoord. Daaraan werden buitenlandse versterkingen toegevoegd, waaronder Jerzy Dudek, Bonaventure Kalou, Christian Gyan, Julio Ricardo Cruz en Jon Dahl Tomasson. Dit leidde uiteindelijk tot de ploeg die in het seizoen 1998/99 onder leiding van Leo Beenhakker de veertiende landstitel uit de clubgeschiedenis behaalde. In 1999 werd vervolgende de tweede Johan Cruijff Schaal uit de clubgeschiedenis gewonnen door doelpunten van Tomasson, Kalou en Paauwe. 
Het kampioenschap en de gewonnen Johan Cruijff Schaal bleken achteraf een tijdelijke opleving op nationaal niveau. Tevens ging de club tegen het einde van de twintigste eeuw nog altijd gebukt onder een benauwde financiële huishouding. In 1998 deed de FIOD een inval bij Feyenoord vanwege een vermeende belastingfraude, voornamelijk rond de transfers van Aurelio Vidmar, Christian Gyan en Patrick Allotey. De procedure zou uiteindelijk leiden tot de FIOD-affaire bij Feyenoord. Zodoende sluit de club de twintigste eeuw af als een van de meest succesvolle Nederlandse voetbalclubs, maar blijft het fundament voor de volgende eeuw broos.
Prijzen in de jaren 90
- Landskampioen:
  - 1993, 1999
- Bekerwinnaar:
  - 1991, 1992, 1994, 1995
- Supercup:
  - 1991, 1999

## 2000–2009
In het eerste decennium van de 21e eeuw kantelden langzaam de prestaties van Feyenoord. De successen die in de jaren '90 van de 20e eeuw waren geïnitieerd bereikten een hoogtepunt met het behalen van de UEFA Cup in 2002. Echter bleven financiële problemen de club achtervolgen. Hierdoor eindigde Feyenoord tegen het einde van het decennium voor het derde Eredivisieseizoen op rij buiten de top 5 en speelde de club sinds 2007 geen rol van betekenis meer in Europa. onder andere door een schorsing na supportersrellen bij AS Nancy-Lorraine.

### UEFA Cup 2002
Feyenoord veroverde onder leiding van trainer Bert van Marwijk en met een uitblinkende Pierre van Hooijdonk in de eigen Kuip, tegen de Duitse kampioen Borussia Dortmund, na 28 jaar voor de tweede keer in zijn historie de UEFA Cup. Iets wat in Nederland weinigen meer verwacht hadden. Het veroveren van de UEFA Cup ontketende in De Kuip een volksfeest van grote omvang. Dit gebeurde twee dagen na de moord op Pim Fortuyn.

### Aanhoudende droogte
De UEFA Cup van 2002 bleek echter voorlopig de laatste hoofdprijs die de club won. Na dat jaar ging het namelijk vrij snel minder met Feyenoord. Dat werd goed zichtbaar tijdens de Amstel Cup-finale van 2003. Toen verloor Feyenoord met 4-1 van FC Utrecht in De Kuip, ondanks de overmacht in individuele klasse. Sindsdien is Feyenoord geen serieuze titelkandidaat meer geweest. In seizoen 2004/05 eindigde Feyenoord voor het eerst sinds het seizoen 1997/98 buiten de top 3; onder leiding van Ruud Gullit eindigde de stadionclub op de vierde plaats achter AZ. Feyenoord wist in dat seizoen nog wel te overwinteren in de UEFA Cup, maar werd daarna uitgeschakeld door Sporting Lissabon. Het seizoen 2005/06 resulteerde in een teleurstelling. Feyenoord streed in de competitie lang voor de titel, maar moest die uiteindelijk aan PSV laten en eindigde op de vierde plek. In de daaropvolgende play-offs, die dat jaar voor het eerst werden gespeeld, werd Feyenoord verslagen door aartsrivaal Ajax.

### Financiële crisis
In 2006 werd bekend dat Feyenoord op het randje van faillissement stond en een negatief eigen vermogen had van 16 miljoen euro. De slechte situatie noopte de KNVB tot het onder curatele stellen van de club. Van recordtransferbedrag dat Feyenoord deze zomer ontving voor de verkoop van het vermaarde spitsenduo Kuijt en Kalou (K2) kon slechts een klein deel in nieuwe spelers worden geïnvesteerd. De belangrijkste van deze nieuwe spelers was Angelos Charisteas, die van Ajax kwam. Gedurende het seizoen 2006/07 werd pijnlijk duidelijk dat de selectie na het vertrek van Kuijt en Kalou kwaliteit ontbeerde. Dit seizoen werd afgesloten met slechts een zevende plaats, de laagste klassering sinds het seizoen 1990/91. Trainer Erwin Koeman kondigde uiteindelijk op 3 mei 2007 aan te stoppen als trainer.

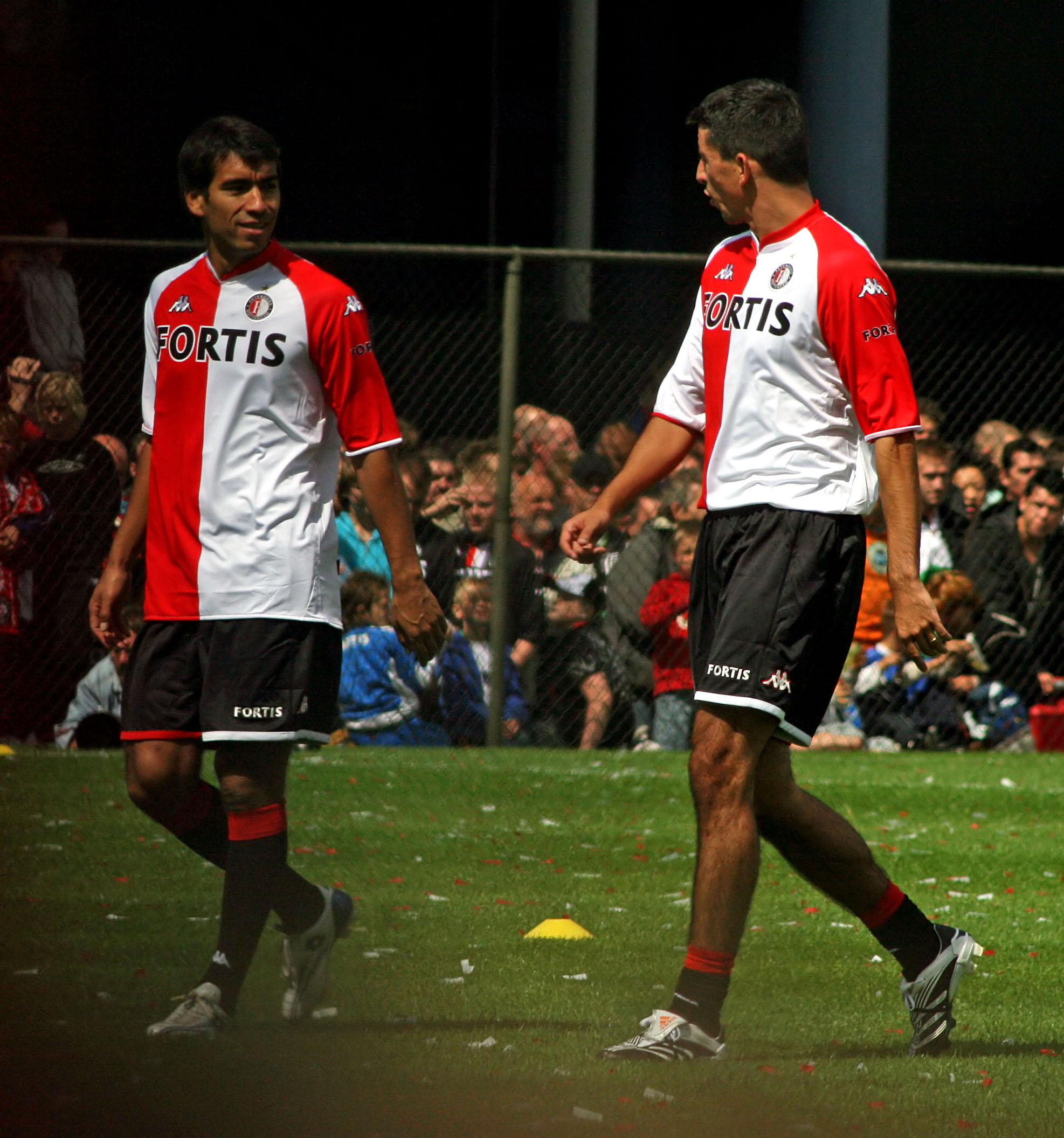
Van Bronckhorst en Makaay in 2007

Logo tijdens het jubileumjaar in 2008

In het seizoen 2007/08 vierde Feyenoord haar 100-jarig jubileum. Ondanks het aantrekken van ervaren spelers zoals Giovanni van Bronckhorst, Roy Makaay, Kevin Hofland en Denny Landzaat vielen geen grote sportieve successen te vieren. De club eindigde weer buiten de top 5 in de competitie. Ditmaal werden de Rotterdammers zesde. Feyenoord won wel de KNVB Beker, door Roda JC in de eigen Kuip met 2-0 te verslaan door goals van Denny Landzaat en Jonathan de Guzmán. Met deze elfde KNVB Beker uit de clubgeschiedenis had de club alsnog een sportief succes te vieren tijdens het jubileumseizoen. Het inspireerde de Rotterdammers niet om het decennium succesvol af te sluiten. In het seizoen 2008/09 beleefde Feyenoord opnieuw een teleurstellend seizoen en eindigde de club wederom buiten de top 5, op de zevende plaats. Door de bekerwinst in het voorgaande seizoen kwalificeerde Feyenoord zich voor de UEFA Cup. Hierin behaalde de club ternauwernood te groepsfase waarin het al haar wedstrijden verloor.

### Uitsluiting UEFA Cup en FIOD-affaire
Rondom de UEFA Cupwedstrijd van 30 november 2006 tussen AS Nancy-Lorraine en Feyenoord, in de poulefase van het toernooi, ontstonden er supportersrellen tussen Feyenoordaanhangers en de lokale politie. Van de ongeveer 3.000 meegereisde Feyenoord-aanhangers kregen enkele het in het centrum van Nancy aan de stok met enkele politieagenten. Door de resultaten van de overige wedstrijden in de poule kwalificeerde Feyenoord zich nog wel voor de volgende ronde, waarin het zou moeten uitkomen tegen Tottenham Hotspur. Op 19 januari maakte de UEFA echter bekend dat Feyenoord geschorst werd voor de rest van het UEFA-cup-toernooi en een boete kreeg opgelegd van 100.000 Zwitserse frank (61.810 euro). Tevens kreeg Feyenoord een proeftijd van twee jaar. Tottenham plaatste zich door de schorsing automatisch voor de volgende ronde.
In de tussentijd werd voorzitter Jorien van den Herik in de FIOD-affaire in 2002 vrijgesproken, maar ging het Openbaar Ministerie in hoger beroep. Ook het hoger beroep werd in 2005 verworpen en Van den Herik kwam als overwinnaar uit de rechtszaal. Toch besloot het OM om door te gaan met de zaak en in cassatie te gaan. Op 19 december 2006 werden Van den Herik en Feyenoord ook door de Hoge Raad vrijgesproken.
Prijzen in de jaren 2000
- UEFA Cup
  - 2002
- Bekerwinnaar:
  - 2008

## 2010–2019
Tijdens de jaren '10 van de 21e eeuw bleef Feyenoord gebukt gaan onder een financiële crisis. Hierdoor waren mogelijkheden voor investeringen in de club, staf en spelers beperkt, wat uiteindelijk leidde tot de 10–0 nederlaag tijdens de Topper tegen PSV, de grootste Eredivisienederlaag uit de clubgeschiedenis. Desondanks was de wederopstanding dicht bij wat uiteindelijk leidde tot nieuwe sportieve successen met als hoogtepunt de vijftiende landskampioenschap uit de clubgeschiedenis.

### 10-0
In het seizoen 2009/10 wist Feyenoord met Mario Been als trainer met een vierde plek na drie seizoen weer in de top 5 van de Eredivisie te eindigen. In de KNVB Bekerfinale moest Feyenoord het opnemen tegen aartsrivaal Ajax. Uit vrees voor rellen werd de finale over twee wedstrijden met alleen thuispubliek gespeeld. Feyenoord verloor beide duels, in Amsterdam met 2–0 en in Rotterdam met 1–4.
Het seizoen 2010/11 werd een dieptepunt in de clubhistorie. Feyenoord werd in zowel de UEFA Europa League als de KNVB Beker al in de eerste ronde uitgeschakeld door respectievelijk KAA Gent en Roda JC. Ook in competitieverband stelde Feyenoord uitermate teleur. De club beleefde de slechtste competitiestart ooit; met slechts 8 punten uit 10 wedstrijden stond het op de 15de plaats. In de tiende speelronde leed Feyenoord zijn grootste nederlaag ooit, met 10–0 tegen PSV. Feyenoord had al langere tijd financiële problemen met een grote schuld, waardoor het een beroep moest doen op een jonge selectie. Vlak na de 10–0 nederlaag verkocht Feyenoord een deel van zijn aandelen aan de Vrienden van Feyenoord met als doel om Feyenoord financieel gezond te maken. Na een betere tweede seizoenshelft eindigde Feyenoord het eredivisieseizoen met een tiende plek.

### Wederopstanding
In de transferzomer van 2011 ging Martin van Geel aan de slag als technisch directeur als opvolger van Leo Beenhakker. Talenten Leroy Fer en Georginio Wijnaldum vertrokken naar concurrenten en Luc Castaignos naar het buitenland, terwijl Feyenoord nauwelijks kon investeren in aanwinsten. In de voorbereiding op het seizoen 2011/12 vertrok Been, nadat de spelersgroep had verklaard een gebrek aan vertrouwen in hem te hebben. Voormalig Feyenoord-speler Ronald Koeman volgde Been op. In november stond Feyenoord achtste in de Eredivisie en was het al uitgeschakeld in de KNVB Beker, maar in het restant van het seizoen werd er alleen nog maar verloren van VVV-Venlo en PSV. De thuiswedstrijden tegen concurrenten Ajax, PSV, AZ en FC Twente werden allemaal gewonnen. Manchester City-huurling John Guidetti maakte 20 doelpunten in 23 competitiewedstrijden. Doordat de laatste vijf wedstrijden allemaal werden gewonnen, eindigde Feyenoord voor het eerst in elf jaar als tweede in de eredivisie en plaatste het zich voor de voorronden van de UEFA Champions League.
Ron Vlaar en Karim El Ahmadi werden in de zomer van 2012 verkocht aan Aston Villa. De naar Manchester City teruggekeerde Guidetti werd vervangen door Graziano Pellè, gehuurd van Parma. Lex Immers, Ruud Vormer en Daryl Janmaat werden overgenomen van eredivisieclubs. Feyenoord verloor in de voorronden van de UEFA Champions League twee keer van Dynamo Kiev en werd in de laatste voorronde van de UEFA Europa League verslagen door Sparta Praag, waardoor het nog voor het einde van de zomer was uitgeschakeld in Europa. In de KNVB Beker werd Feyenoord in de kwartfinales uitgeschakeld door PSV. In de Eredivisie behaalde Feyenoord de derde plaats en bleef het ongeslagen in het eigen stadion. Pellè had in 29 competitiewedstrijden 27 keer gescoord en werd in de zomer van 2013 definitief overgenomen van Parma. Door nederlagen tegen Koeban Krasnodar werd Feyenoord in het seizoen 2013/14 opnieuw uitgeschakeld in de voorronden van de UEFA Europa League. In de Eredivisie verloor Feyenoord de eerste drie wedstrijden allemaal, maar behaalde de club wel de tweede plaats in de Eredivisie, met vier punten achterstand op Ajax, waardoor het zich plaatste voor de voorronden van de UEFA Champions League. In de KNVB Beker verloor Feyenoord in de kwartfinales van Ajax. Koeman nam aan het eind van het seizoen afscheid als trainer van Feyenoord.
Fred Rutten werd aangesteld als nieuwe trainer. In de zomer van 2014 vertrok topscorer Pellè voor € 10 miljoen naar Southampton FC, de nieuwe club van Koeman. Na het WK 2014 met het Nederlands elftal werden ook Bruno Martins Indi, Stefan de Vrij en Janmaat voor meerdere miljoenen euro's verkocht aan buitenlandse clubs. El Ahmadi werd teruggehaald van Aston Villa en Jens Toornstra, Bilal Başacıkoğlu en Kenneth Vermeer werden overgenomen van Nederlandse clubs. Feyenoord verloor in de eerste ronde van de KNVB Beker al van Go Ahead Eagles en stond na zes speelronden in de Eredivisie op slechts vijf punten. In de voorronden van de UEFA Champions League werd er twee keer verloren van Beşiktaş JK, waardoor Feyenoord doorstroomde naar de voorronden van de UEFA Europa League. Met een spectaculaire thuiszege op Zorja Loehansk (4–3) plaatste Feyenoord zich voor het eerst in zes jaar voor de groepsfase van de UEFA Europa League. Feyenoord had acht jaar lang geen wedstrijd gewonnen in een Europees hoofdtoernooi, maar won al zijn thuiswedstrijden in een groep met bekerhouder Sevilla FC, Standard Luik en HNK Rijeka. Tegen Standard Luik werd bovendien voor het eerst in zes jaar een Europese uitwedstrijd gewonnen. Als groepswinnaar dwong Feyenoord voor het eerst in tien jaar Europese overwintering af. In de zestiende finales werd Feyenoord gekoppeld aan AS Roma. Rond de uitwedstrijd ontstonden er rellen met Feyenoord-supporters. Na een 1–1 gelijkspel in Rome werd Feyenoord in de tijdelijk stilgelegde thuiswedstrijd uitgeschakeld met een 1–2 nederlaag. Doordat er in de laatste vijf competitiewedstrijden slechts twee punten werden behaald, liep Feyenoord op de laatste speeldag Europees voetbal mis, waarna Rutten werd ontslagen. Giovanni van Bronckhorst, die eigenlijk pas na de zomerstop de hoofdtrainer zou worden, nam zijn taken over in de play-offs. Feyenoord verloor echter in de eerste ronde na een verlenging van sc Heerenveen en greep daardoor definitief naast Europees voetbal.

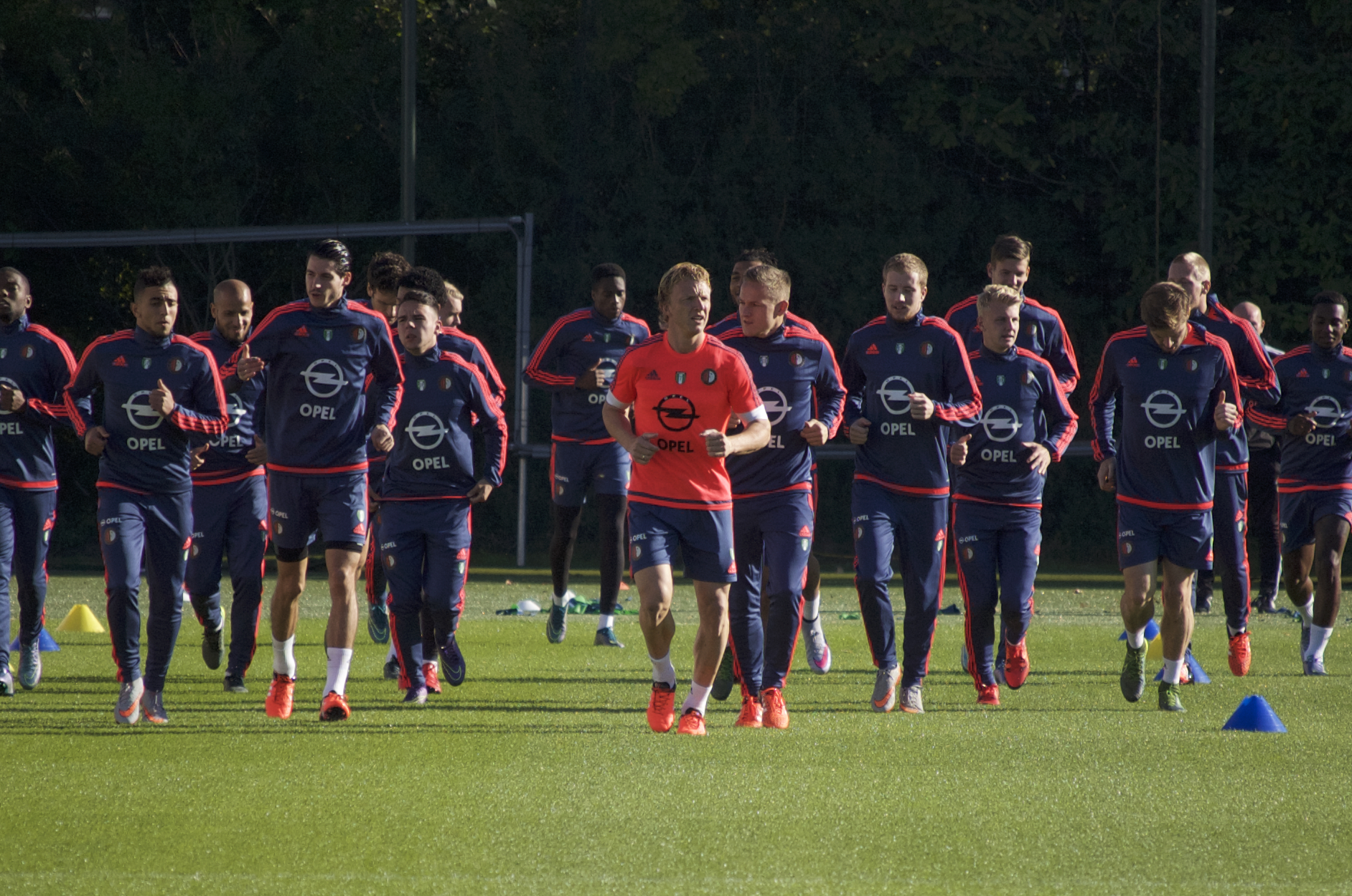
De selectie tijdens een training in oktober 2015.

In de zomer van 2015 keerde Dirk Kuijt na een buitenlands avontuur van negen jaar terug bij Feyenoord. Ook international Eljero Elia werd uit het buitenland gehaald en Marko Vejinović, Eric Botteghin, Michiel Kramer en Jan-Arie van der Heijden werden overgenomen van Nederlandse clubs. Feyenoord deed tot de winterstop mee om de eerste plaats in de Eredivisie, met slechts twee punten achterstand op koploper Ajax na zestien speelronden. Tussen december en februari wist Feyenoord echter negen opeenvolgende competitiewedstrijden niet te winnen, waaronder zeven opeenvolgende nederlagen. Zo verspeelde Feyenoord het kampioenschap. In het bekertoernooi was Feyenoord wel succesvol; het haalde na overwinningen op PEC Zwolle, Ajax, Willem II, Roda JC en AZ de finale in de eigen Kuip. De finale werd met 2–1 gewonnen van FC Utrecht, waardoor Feyenoord voor het eerst in acht jaar een prijs won en zich plaatste voor de groepsfase van de UEFA Europa League. Het was de eerste keer in de geschiedenis van het bekertoernooi dat een club in één seizoen zes keer van een Eredivisieclub won. In de competitie bleef Feyenoord de laatste elf wedstrijden ongeslagen, waardoor het zich een speelronde van tevoren verzekerde van de derde plek.

### 18 jaar wachten

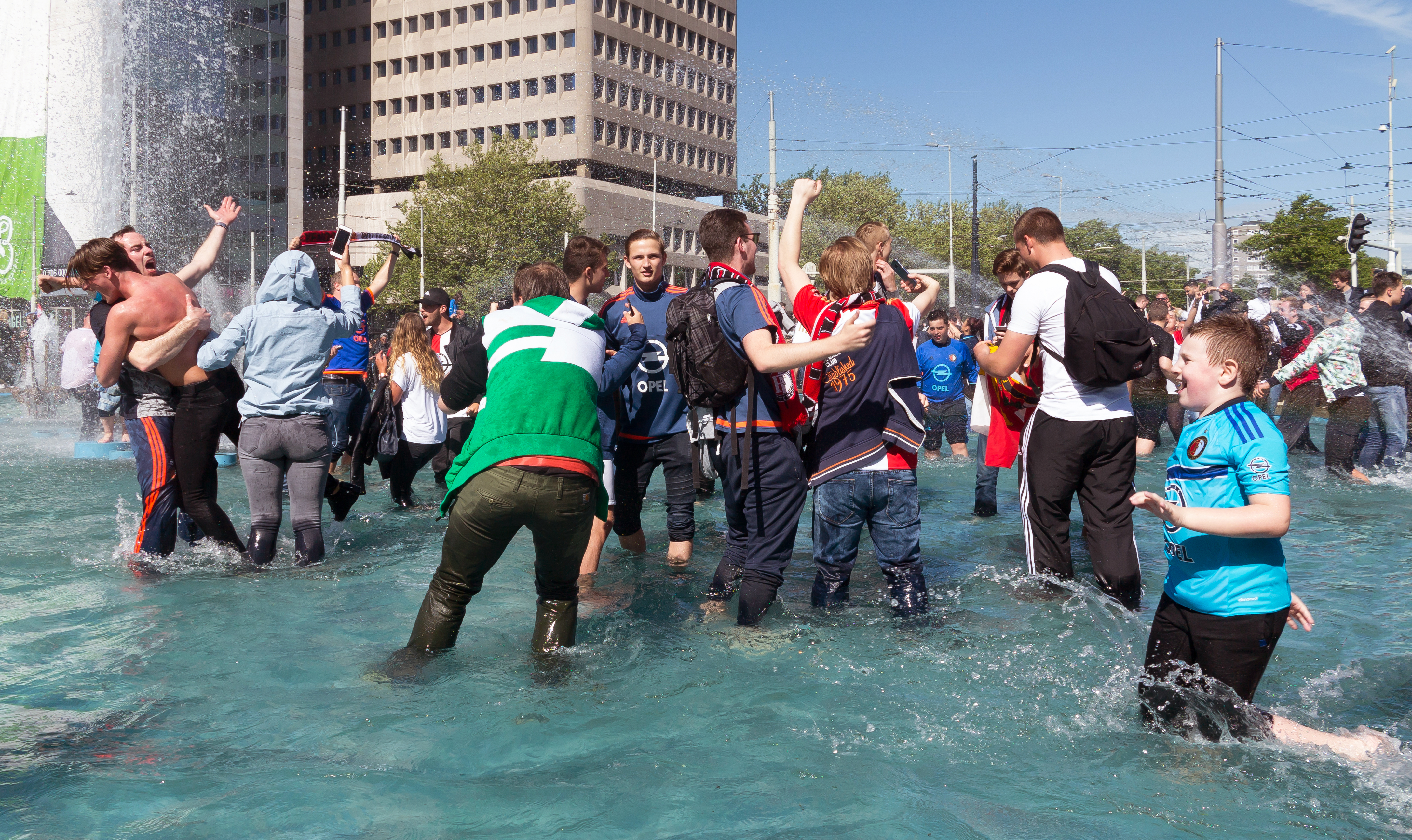
Supporters vieren de landstitel van 2017 in de Hofpleinfontein.

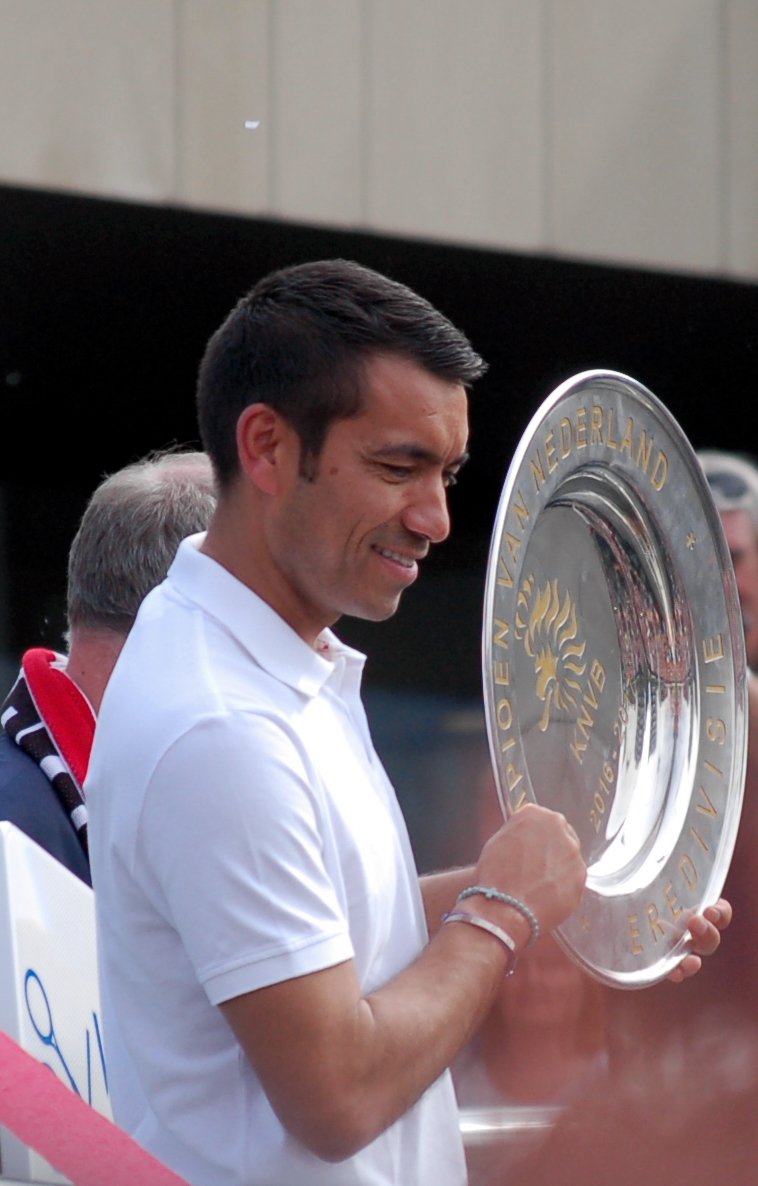
Giovanni van Bronckhorst met de kampioensschaal in 2017

In de zomer van 2016 vertrok Immers en werd de selectie aangevuld met Nicolai Jørgensen, Brad Jones en Steven Berghuis. Het seizoen 2016/17 begon met een krappe nederlaag tegen PSV in de Johan Cruijff Schaal, maar dat werd gevolgd door negen opeenvolgende gewonnen competitiewedstrijden en een 1–0 zege op Manchester United in de UEFA Europa League. De Europese thuiswedstrijden werden dit seizoen gespeeld in een halflege Kuip om nieuwe straffen van de UEFA te voorkomen. Drie dagen na de zege op Manchester United werd er met 0–1 gewonnen van regerend landskampioen PSV. Na de negen gewonnen wedstrijden werden er in de Eredivisie punten verloren tegen Ajax, sc Heerenveen, Go Ahead Eagles en FC Utrecht, maar Feyenoord bleef bovenaan de ranglijst. In de UEFA Europa League werd Feyenoord uitgeschakeld in een groep met ook Fenerbahçe SK en Zorja Loehansk. Feyenoord werd in de kwartfinales van de KNVB Beker uitgeschakeld door Vitesse, maar won in de competitie rond de winterstop tien opeenvolgende wedstrijden. Na een 2–1 overwinning op PSV, met een gelukkig eigen doelpunt van Jeroen Zoet na gebruik van de doellijntechnologie, had Feyenoord vijf punten voorsprong op achtervolger Ajax. Vervolgens werd er ruim gewonnen van AZ (5–2) en Go Ahead Eagles (8–0), maar door nederlagen tegen Sparta Rotterdam in de derby (1–0) en Ajax in De Klassieker (2–1) en een gelijkspel tegen PEC Zwolle (2–2) slonk het gat met Ajax tot één punt. Na overwinningen op FC Utrecht en Vitesse en een nederlaag van Ajax bij PSV kon Feyenoord op de voorlaatste speeldag kampioen worden in de derby op bezoek bij Excelsior Rotterdam, maar er werd met 3–0 verloren. Een week later, op de laatste speeldag, werd Feyenoord alsnog landskampioen, met een 3–1 zege op Heracles Almelo. Aanvoerder Kuijt maakte alle drie de doelpunten en maakte enkele dagen later te stoppen als profvoetballer. Feyenoords vijftiende landstitel was de eerste sinds 1999. Jørgensen was met 21 doelpunten topscorer van de competitie geworden.
Na de landstitel werd bekend dat algemeen directeur Eric Gudde na tien jaar zou vertrekken bij Feyenoord en opgevolgd zou worden door Jan de Jong. Er werd geïnvesteerd in een nieuw trainingscomplex en er werden steeds concretere plannen gemaakt voor een nieuw stadion. Op de transfermarkt werden Terence Kongolo, Rick Karsdorp en Elia verkocht aan buitenlandse clubs. Feyenoord nam Berghuis definitief over, liet Jean-Paul Boëtius na twee jaar terugkeren en kocht spelers uit de subtop van de Eredivisie. Als landskampioen opende Feyenoord het seizoen 2017/18 met winst van de Johan Cruijff Schaal op Vitesse na strafschoppen. In de UEFA Champions League verloor Feyenoord bij zijn eerste deelname aan het hoofdtoernooi in vijftien jaar zijn eerste vijf groepswedstrijden tegen respectievelijk Manchester City (0–4, 1–0), SSC Napoli (3–1) en Shakhtar Donetsk (1–2, 3–1). Daardoor was Feyenoord al uitgeschakeld voor Europese overwintering. De laatste groepswedstrijd werd in De Kuip wel gewonnen, met 2–1 van SSC Napoli door doelpunten van Jørgensen en Jerry St. Juste. Prolongatie van de landstitel was in de winterstop al uit zicht geraakt, met dertien punten achterstand op PSV halverwege de competitie. Feyenoord wist niet te winnen van VVV-Venlo en NAC Breda en werd daardoor de eerste regerend landskampioen die elf punten verloor tegen promovendi. In de winterstop was Robin van Persie na een buitenlandse periode van bijna veertien jaar teruggekeerd bij Feyenoord. Het seizoen werd afgesloten met acht opeenvolgende zeges en de derde plaats in de Eredivisie en de eindzege in de KNVB Beker: nadat eerst ADO Den Haag, AVV Swift, Heracles Almelo, PSV en Willem II werden uitgeschakeld, werd er in de finale met 3–0 gewonnen van AZ, door goals van Jørgensen, Van Persie en Toornstra.
In het seizoen 2018/2019 won Feyenoord voor de vierde keer de Johan Cruijff Schaal door PSV in een uitwedstrijd na strafschoppen te verslaan. In de UEFA Europa League werd Feyenoord in de kwalificatieronden uitgeschakeld door AS Trenčín. In de Eredivisie had Feyenoord in de winterstop een achterstand van twaalf punten op koploper PSV, ondanks dat het van PSV had gewonnen. Van Bronckhorst maakte in januari 2019 bekend na afloop van het seizoen te vertrekken. Drie dagen later vierde Feyenoord zijn grootste zege op Ajax sinds 1979 (6–2), met twee doelpunten van Van Persie, die bezig was aan zijn laatste seizoen als profvoetballer. Een maand later werd Feyenoord door Ajax uitgeschakeld in de halve finales van de KNVB Beker. Feyenoord eindigde als derde in de Eredivisie en plaatste zich daarmee voor de voorronden van de UEFA Europa League. Zowel De Jong als Van Geel maakten bekend na afloop van het seizoen te vertrekken uit het bestuur van Feyenoord.
Prijzen in de jaren 10
- Landskampioen
  - 2017
- KNVB Beker
  - 2016, 2018
- Johan Cruijff Schaal
  - 2017, 2018

## 2020–2029
In het seizoen 2019/20 wist Feyenoord zich onder de nieuwe trainer Jaap Stam te plaatsen voor de groepsfase van de Europa League, door twee voorronden te winnen van Dinamo Tbilisi en Hapoel Beer Sheva. In de groepsfase kwam Feyenoord uit tegen FC Porto, BSC Young Boys en Glasgow Rangers. In deze groep werd Feyenoord uitgeschakeld, door als vierde te eindigen met vijf punten. Na elf speelronden in de Eredivisie en drie in de Europa League stapte Stam op. Feyenoord stond toen op een teleurstellende twaalfde plaats en had al vijftien punten achterstand op de koploper Ajax. In de Europa League-groep stond Feyenoord op dat moment op de vierde plaats. Stam werd opgevolgd door Dick Advocaat, die met zijn 72 jaar bij zijn aanstelling hij de oudste trainer ooit van Feyenoord werd. Onder Advocaat plaatste Feyenoord zich voor de bekerfinale en klom het van de twaalfde naar de derde plaats in de Eredivisie. De competitie werd halverwege maart na 26 speelronden stilgelegd vanwege de uitbraak van het coronavirus en werd niet meer uitgespeeld. Ook de bekerfinale, waarin Feyenoord tegen FC Utrecht zou spelen, werd geschrapt en is nooit meer ingehaald. Voor de verdeling van de Europese startbewijzen werd de ranglijst na 26 speelronden gebruikt en op basis van de derde plaats op die ranglijst kreeg Feyenoord de plek in de groepsfase van de Europa League in het seizoen 2020/2021 toegewezen van de KNVB.
Feyenoord werd in het seizoen 2020/21 in de groepsfase van de Europa League derde in een groep met Dinamo Zagreb, Wolfsberger AC en CSKA Moskou en daarmee uitgeschakeld. In de Eredivisie stond Feyenoord op 16 januari 2021 nog slechts drie punten achter koploper Ajax, maar na nederlagen tegen Ajax, AZ en sc Heerenveen zakte Feyenoord naar de vijfde plaats. Dat was ook de positie die Feyenoord aan het eind van het seizoen bezat, waardoor Feyenoord deelnam aan de play-offs voor Europees voetbal. In de halve finales werd Sparta Rotterdam met 2–0 verslagen en in de finale tegen FC Utrecht zorgden doelpunten van Luis Sinisterra en Bryan Linssen ook voor een 2–0 zege, waardoor Feyenoord in het seizoen 2021/22 zou deelnemen aan de tweede kwalificatieronde van de nieuwe UEFA Europa Conference League. In de KNVB Beker werd Feyenoord in de kwartfinales uitgeschakeld door sc Heerenveen, nadat Feyenoord in de tweede ronde werd vrijgeloot en in de achtste finales won van Heracles Almelo. Bijna het volledige seizoen werden de wedstrijden gespeeld zonder toeschouwers wegens de gevolgen van de coronapandemie. Advocaat had aangekondigd in de zomer van 2021 te stoppen als clubcoach.

### Vernieuwing
Bij Feyenoord werd Advocaat opgevolgd door Arne Slot. Hij beschikte niet over Steven Berghuis, die in de vijf seizoenen daarvoor goed was voor 87 doelpunten; hij was met een overstap naar de rivaal Ajax een van de vele spelers die vertrok. Onder Slots leiding werden FC Drita, FC Luzern en IF Elfsborg uitgeschakeld in de kwalificatiefase van de Europa Conference League en dus werd het hoofdtoernooi bereikt. Feyenoord werd ongeslagen groepswinnaar van een groep met Slavia Praag, Union Berlin en Maccabi Haifa en plaatste zich daarmee voor de achtste finales. Dit was de eerste keer dat Feyenoord de laatste zestien van een Europees toernooi haalde sinds de UEFA Cup-winst in 2002. In oktober 2021 kondigde Mark Koevermans aan wegens bedreigingen zijn taken als algemeen directeur neer te leggen. Hij werd opgevolgd door Dennis te Kloese. Het bekertoernooi was voor Feyenoord al na één ronde voorbij, nadat FC Twente na een verlenging te sterk was. Halverwege het competitieseizoen bezat Feyenoord de derde plaats in de Eredivisie, met vier punten achterstand op koploper PSV. Mede doordat De Klassieker verloren werd, ondanks dat Feyenoord voor het eerst sinds augustus 2005 tweemaal scoorde in de uitwedstrijd, deed Feyenoord in de laatste speelronden niet meer mee om de titel. Wel werd de derde plaats en daarmee Europees clubvoetbal tot minstens de winterstop van het volgende seizoen veilig gesteld. In de knock-outfase van de Conference League wist Feyenoord overtuigend FK Partizan te verslaan. Na een 3–3 gelijkspel in De Kuip wist Feyenoord in de kwartfinales ook Slavia Praag uit te schakelen, met een 1–3 zege in Praag. In de halve finales wist Feyenoord na een 3–2 overwinning op Olympique Marseille in De Kuip met 0–0 stand te houden in het Stade Vélodrome, waardoor Feyenoord zich voor de vierde keer in de clubgeschiedenis plaatste voor de finale van een groot continentaal toernooi. In de finale in Tirana op 25 mei 2022 was AS Roma met 1–0 te sterk door een doelpunt van Nicolò Zaniolo. Lutsharel Geertruida, Gernot Trauner, Tyrell Malacia, Luis Sinisterra en de van KRC Genk gehuurde Cyriel Dessers werden na afloop door de UEFA opgenomen in het Team van het Toernooi. Dessers werd bovendien de topscorer van het hoofdtoernooi van de Conference League.
Gedurende de transferperiode in de zomer van 2022 moest Feyenoord het doen zonder technisch directeur Frank Arnesen om gezondheidsredenen. Toch beleefde de club een drukke transferzomer met veel gekochte en verkochte spelers. Zowel het clubrecord voor de duurste inkomende transfer als de duurste uitgaande transfer werd verbroken, met de overstap van Sinisterra naar Leeds United en die van Quinten Timber van FC Utrecht. Na afloop van de transferperiode werd duidelijk dat Arnesen niet meer zou terugkeren bij Feyenoord. In de groepsfase van de Europa League won Feyenoord een groep met Lazio, FC Midtjylland en Sturm Graz met acht punten, hetzelfde aantal punten als de drie andere teams in de groep. Zodoende kwalificeerde Feyenoord zich voor het eerst sinds 2002 voor de achtste finales op het secundaire niveau van Europa. Tijdens de winterstop, die al vroeg plaatsvond wegens het wereldkampioenschap, stond Feyenoord met drie punten afstand bovenaan in de competitie. Feyenoord bleef in de eerste drie maanden van 2023 ongeslagen en breidde dankzij de eerste uitzege in De Klassieker sinds 2005 de voorsprong aan de top van de competitie uit naar zes punten. Ondertussen won Feyenoord in de Europa League overtuigend van Sjachtar Donetsk, waarna in de kwartfinales nieuwe confrontaties met AS Roma werden geloot. Tegen AS Roma won Feyenoord de thuiswedstrijd met 1–0, maar werd het na een verlenging in de uitwedstrijd uitgeschakeld. In de KNVB Beker werd Feyenoord na zeges op PEC Zwolle, N.E.C. en sc Heerenveen in de halve finales uitgeschakeld door Ajax (1–2). Die halve finale lag meer dan een half uur stil, nadat Davy Klaassen een hoofdwond kreeg door geraakt te worden door een vanuit de tribunes gegooide aansteker. Feyenoord verzekerde zich op 14 mei 2023 met twee wedstrijden te gaan van zijn zestiende landstitel met een 3–0 zege op Go Ahead Eagles. Feyenoord zette in de competitie uiteindelijk een reeks neer van 26 wedstrijden ongeslagen en 13 opeenvolgende overwinningen. Spits Santiago Giménez werd de eerste Feyenoorder in de Eredivisie die scoorde in acht opeenvolgende uitwedstrijden. Aan het eind van het seizoen verlengde Slot zijn contract bij Feyenoord, ondanks geruchten over een overstap naar Tottenham Hotspur.

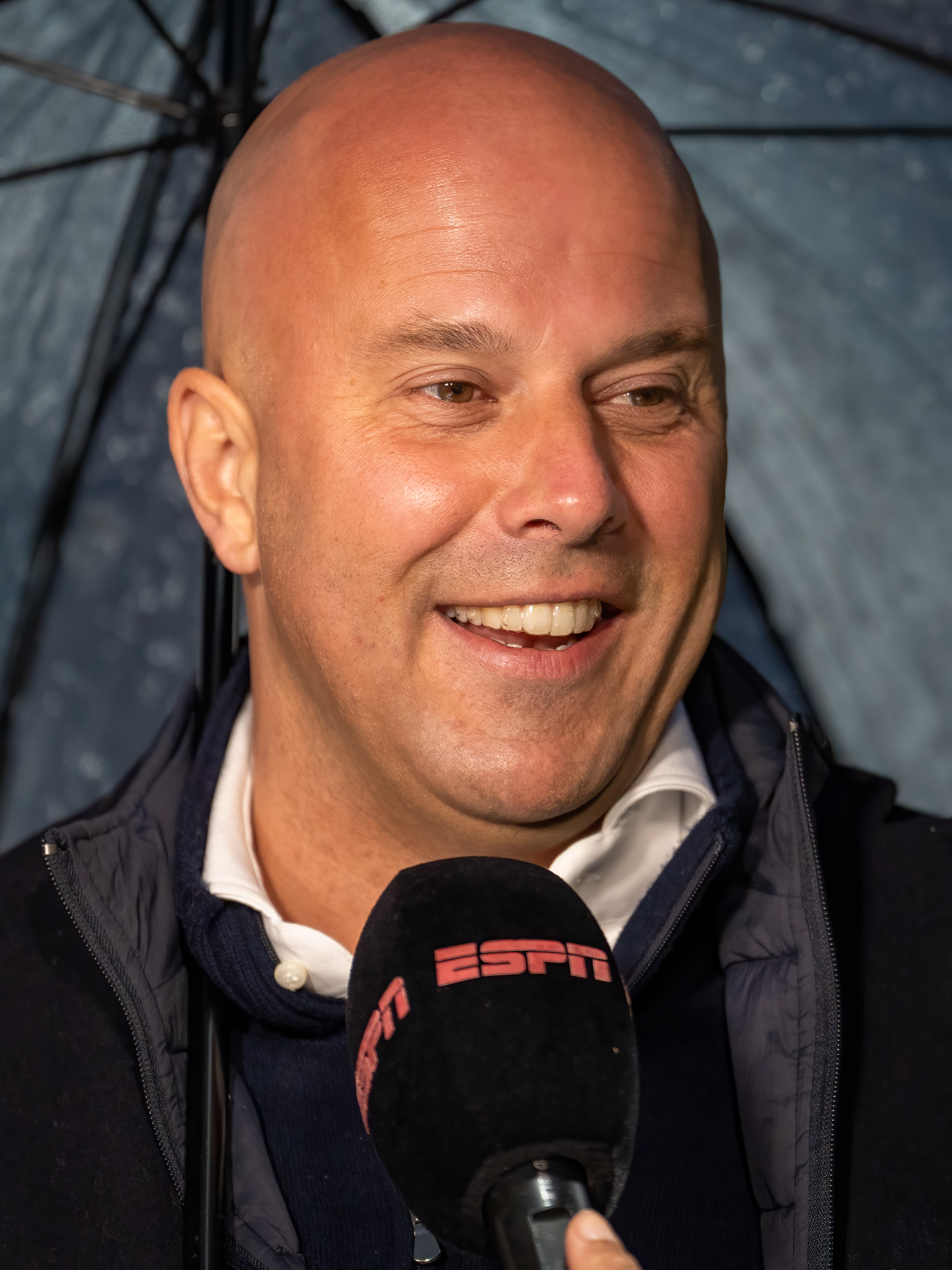
Succestrainer Arne Slot in april 2024.

In de zomer van 2023 verbrak Feyenoord voor een tweede jaar op rij zowel de uitgaande recordtransfer, met de overstap van aanvoerder Orkun Kökçü naar SL Benfica voor ongeveer € 30 miljoen, als de inkomende recordtransfer, met de komst van Ayase Ueda voor zo'n € 10 miljoen. Daarnaast werden onder anderen Ramiz Zerrouki, Calvin Stengs en Luka Ivanušec gehaald. Feyenoord verloor de Johan Cruijff Schaal 2023 met 0–1 van PSV. In de Champions League werd Feyenoord bij zijn eerste deelname sinds 2017 ingedeeld in een groep met Atlético Madrid, Lazio en Celtic. Op 24 september 2023 nam Feyenoord een 0–3 voorsprong op bezoek bij Ajax. De wedstrijd werd na 55 minuten gestaakt en drie dagen later uitgespeeld zonder publiek. Feyenoord won uiteindelijk met 0–4, zijn grootste uitzege in De Klassieker sinds 1960. Giménez werd daarbij de tweede Feyenoorder ooit met een hattrick op bezoek bij Ajax. In de Champions League werd Feyenoord derde in de groep, na thuisoverwinningen op Celtic (2–0) en Lazio (3–1) en vier nederlagen. Hiermee ging het verder in de tussenronde van de Europa League. In de competitie stond Feyenoord halverwege tweede, met een achterstand van twaalf punten op de foutloze koploper PSV. In de achtste finales van de KNVB Beker won Feyenoord wel van PSV; doordat eerder Utrecht en later ook AZ en FC Groningen werden verslagen, plaatste Feyenoord zich voor de bekerfinale. In de tussenronde van de Europa League werd Feyenoord voor een derde jaar op rij uitgeschakeld door AS Roma, ditmaal na een strafschoppenserie na 1–1 gelijke spelen. Op 7 april 2024 deelde Feyenoord opnieuw een dreun uit aan aartsrivaal Ajax door in de eigen Kuip met 6–0 te winnen. Hiermee bezorgden de Rotterdammers hun rivaal zijn grootste nederlaag ooit in de Eredivisie. Feyenoord won voor het eerst met zes doelpunten verschil van Ajax. De grootste zege op de rivaal tot dan toe was de 9–4 overwinning in 1964. Op 21 april 2024 won Feyenoord voor de veertiende keer de KNVB Beker, dankzij een doelpunt van Igor Paixão in de finale tegen N.E.C. (1–0). Feyenoord verzekerde zich in speelronde 31 van de Eredivisie van plaatsing voor het hoofdtoernooi van de Champions League, waarin het zou uitkomen in de nieuwe competitiefase, die de groepsfase verving. Feyenoord eindigde uiteindelijk met 84 punten, zijn grootste puntenaantal sinds 1973 en 7 minder dan kampioen PSV. Aan het eind van het seizoen vertrok trainer Arne Slot met assistent-trainer Sipke Hulshoff naar Liverpool FC.

### Voortzetting
Om het werk van Slot te continueren stelde Feyenoord op 12 juni 2024 de Deen Brian Priske aan, de eerste buitenlandse hoofdtrainer in 33 jaar. Die zomer werd voor het derde jaar op rij het uitgaande transferrecord verbroken, met de overstap van Mats Wieffer naar Brighton & Hove Albion voor zo'n € 30 miljoen. Het seizoen werd afgetrapt met de strijd om de Johan Cruijff Schaal in het Philips Stadion tegen PSV. Na een 4–4 gelijkspel werd de strafschoppenserie gewonnen. De eerste weken van het seizoen verliepen echter moeizaam met meerdere gelijke spelen in de Eredivisie en een 0–4 nederlaag in de Champions League tegen Bayer Leverkusen. Na negentien speelronden stond Feyenoord op de vierde plaats in de Eredivisie, op ruime afstand van koploper PSV en nummer twee Ajax. In de Champions League wist Feyenoord wel te imponeren en werd na overwinningen op bezoek bij Girona FC (2–3) en SL Benfica (1–3), een 3–3 gelijkspel na een 3–0 achterstand tegen Manchester City en thuiszeges op Sparta Praag (4–2) en Bayern München (3–0) de tussenronde bereikt. Op de wedstrijddag tegen Bayern München lekte uit dat Feyenoord voornemens zou zijn afscheid te nemen van Priske. Er volgde een lang overleg de dag na de wedstrijd, waarna beide partijen besloten de samenwerking voorlopig voort te zetten. Enkele weken later, op 10 februari 2025 en twee dagen na een 3–0 overwinning op Sparta Rotterdam, werd Priske alsnog ontslagen als hoofdtrainer van de Rotterdammers. In de tussentijd had Feyenoord tegen Lille OSC zijn grootste nederlaag ooit in Europese competities geleden (6–1), was het met een nederlaag in de blessuretijd tegen Ajax verder achterop geraakt in de strijd om top 2 en was het door PSV uitgeschakeld in de kwartfinales van de KNVB Beker. In de tussenronde van de Champions League trof Feyenoord onder leiding van interim-hoofdtrainer Pascal Bosschaart voor het eerst sinds 1969 AC Milan, waaraan het vlak daarvoor zijn topscorer Santiago Giménez verkocht had voor een recordbedrag. Nadat Feyenoord thuis met 1–0 won en de return in Milaan eindigde in een 1–1 gelijkspel, plaatste Feyenoord zich voor het eerst sinds het seizoen 1999/2000 voor de laatste 16 in de Champions League. Vervolgens werd oud-speler en -jeugdtrainer Robin van Persie als hoofdtrainer overgenomen van sc Heerenveen, met René Hake, Etiënne Reijnen, John de Wolf en Brian Pinas als assistenten. Onder zijn leiding werd Feyenoord in de achtste finales van de Champions League met 0–2 en 2–1 nederlagen uitgeschakeld door Internazionale. In de Eredivisie eindigde Feyenoord uiteindelijk als derde, waarmee het zich plaatste voor de voorronden van de UEFA Champions League.
Voorafgaand aan het seizoen 2025/26 verbrak Feyenoord zijn transferrecord door voor minstens € 10 miljoen Eredivisie-topscorer Sem Steijn over te nemen van FC Twente. Later werd ook Luciano Valente voor ongeveer 7 miljoen euro toegevoegd aan de selectie. Uitgaand wist Feyenoord haar jongste debutant in de geschiedenis van de club, Antoni Milambo, voor een recordbedrag te verkopen. Nooit eerder ontving Feyenoord 20 miljoen euro exclusief bonussen voor een speler van twintig jaar. Dávid Hancko leek in diezelfde zomer even op weg om de duurste verkoop ooit te worden, maar de overeenkomst met Al-Nassr ging niet door. Echter vertrok Hancko alsnog, maar niet voor een recordbedrag, naar Atlético Madrid.
Prijzen in de jaren 20
- Landskampioen
  - 2023
- KNVB Beker
  - 2024
- Johan Cruijff Schaal
  - 2024